# Pénitencier fédéral d'Alcatraz
Pour les articles homonymes, voir Alcatraz (homonymie) et The Rock.
United States Penitentiary, Alcatraz Island
Le pénitencier des États-Unis de l'île d'Alcatraz (en anglais : United States Penitentiary, Alcatraz Island), également connu sous le nom de pénitencier fédéral d'Alcatraz (en anglais : Alcatraz Federal Penitentiary) ou plus simplement d'Alcatraz (prononcé en anglais : /ˈælkəˌtræz/, prononcé en espagnol : [alkaˈtɾas] - signifiant littéralement « le fou de Bassan ») ou encore de The Rock, est une ancienne prison fédérale (en) américaine à sécurité maximale située sur l'île d'Alcatraz, à 1,25 mille (2,01 km) au large de San Francisco en Californie. Le site accueille un fort depuis les années 1850, le bâtiment principal de la prison ayant été construit entre 1910 et 1912 en tant que prison militaire (en) de l'armée américaine.
Le département de la Justice des États-Unis acquiert la caserne disciplinaire des États-Unis, branche du Pacifique (en anglais : United States Disciplinary Barracks, Pacific Branch) d'Alcatraz le 12 octobre 1933. L'île est alors adaptée et utilisée comme prison gérée par le Bureau fédéral des prisons en août 1934 après que soient menés des travaux de modernisation des bâtiments et l'augmentation de la sécurité. Compte tenu de ce niveau de sécurité élevé et de l'emplacement de l'île dans les eaux froides et les courants forts de la baie de San Francisco, les gestionnaires de prisons considèrent qu'Alcatraz est à l'épreuve des évasions ainsi que la prison la plus solide d'Amérique.
La prison de trois étages comprend les quatre principaux blocs cellulaires - du Bloc A au Bloc D, le bureau du directeur de la prison, la salle de visite, la bibliothèque et le salon de coiffure. Les cellules de prison mesurent généralement 9 pieds (2,74 m) sur 5 pieds (1,52 m) pour une hauteur de 7 pieds (2,13 m). Les cellules sont primitives et manquent d'intimité. Elles sont équipées d'un lit, d'un bureau, d'un lavabo, de toilettes sur le mur du fond et de quelques autres objets tels qu'une couverture. Les Afro-Américains sont séparés des autres détenus dans la désignation de cellule en raison du racisme à l'époque de Jim Crow. Le Bloc D abrite les détenus les plus dangereux et six cellules situées à son extrémité reçoivent le surnom du « Trou » (en anglais : « The Hole »). Les prisonniers ayant des problèmes de comportement y sont envoyés pour des périodes de punition souvent brutales. Le réfectoire s'étend tout le long du bâtiment principal de l'établissement, les prisonniers et le personnel y prennent ensemble trois repas par jour. L'hôpital d'Alcatraz est quant à lui situé au-dessus du réfectoire.
Les couloirs des prisons sont nommés d'après les principales rues américaines, telles que Broadway de New York et Michigan Avenue de Chicago. Travailler à la prison était considéré comme un privilège pour les détenus. Les détenus obtenant ces privilèges sont ainsi employés dans le Model Industries Building et le New Industries Building pendant la journée, activement impliqués dans la fourniture aux militaires d'emplois tels que la couture et la menuiserie, et effectuant diverses tâches d'entretien et de blanchisserie.

Après avoir fermé ses portes en 1963 en tant que prison, Alcatraz rouvre en tant que musée public. Le site est ainsi devenu l’une des principales attractions touristiques de la ville de San Francisco, attirant près de 1,5 million de visiteurs par an. Désormais exploitée par la zone de loisirs nationale du Golden Gate du National Park Service, l'ancienne prison est en cours de restauration et d'entretien.

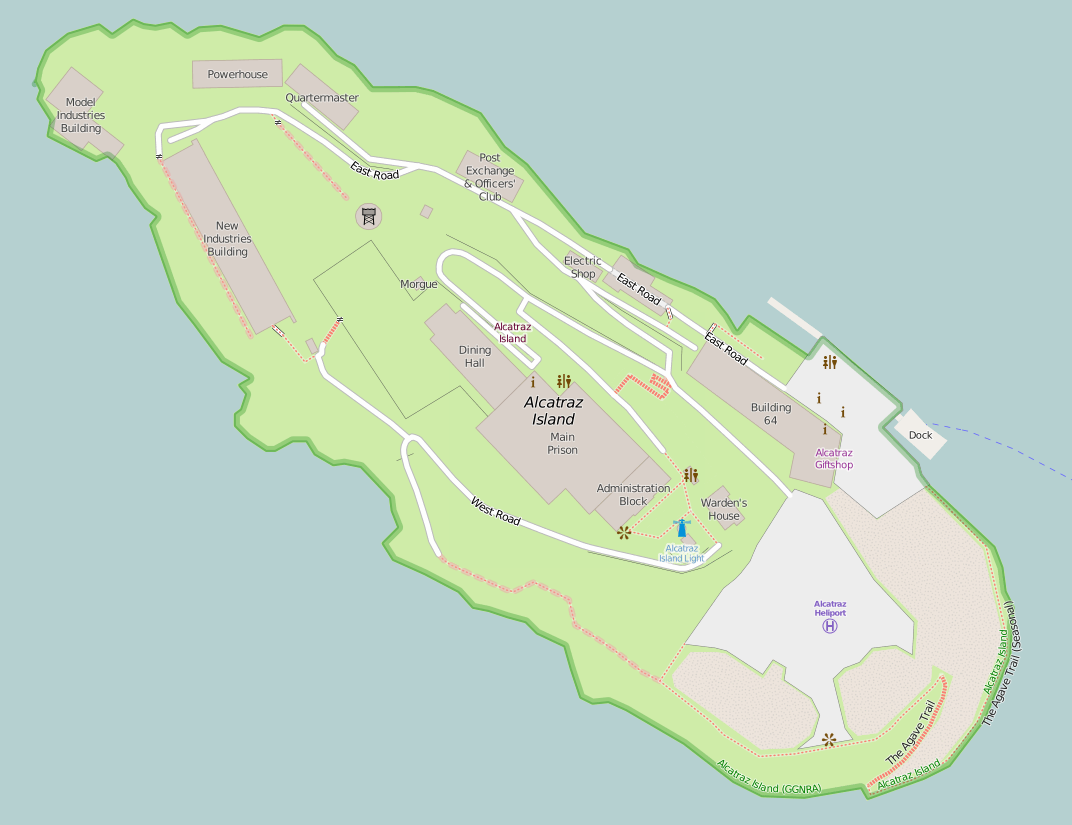
Carte de l'île et du pénitencier fédéral d'Alcatraz

## Histoire

### Construction

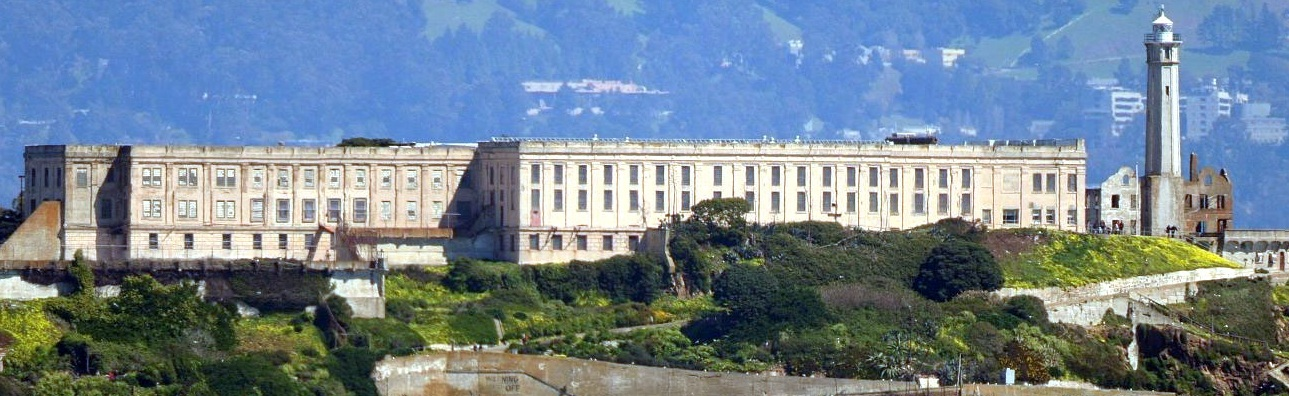
Cellule principale d'Alcatraz

Le bâtiment cellulaire principal est construit en incorporant certaines parties de la citadelle de Fort d'Alcatraz, une caserne partiellement fortifiée datant de 1859 qui est ainsi devenue par la suite une prison. Un nouveau bâtiment cellulaire est construit entre 1910 et 1912 pour un budget d'environ 250 000 $ (soit un montant équivalent à environ 6 800 000 $ en 2021). À la fin des travaux, le bâtiment en béton mesure 500 pieds (152,4 m) et était ainsi réputé comme étant le plus long bâtiment en béton du monde de l'époque. Ce bâtiment est modernisé en 1933 et 1934 et devient la cellule principale du pénitencier fédéral. Le bâtiment ferma en 1963 :76.
De nombreux matériaux issus de l'ancien fort sont réutilisés lors de la construction de la nouvelle prison. Les escaliers en fer situés à l'intérieur du bâtiment et la porte du bâtiment cellulaire situé près du salon de coiffure à la fin du Bloc A sont ainsi issus de l'ancienne citadelle tandis que des blocs de granite massifs utilisés à l'origine comme supports pour les canons sont réutilisés comme cloisons et murs de soutènement du quai. De nombreux barreaux des anciennes cellules sont utilisés pour renforcer les murs, ce qui causera plus tard des problèmes structurels, car beaucoup de celles placées près du bord des parois de l'établissement seront sujettes au fil des ans à l'érosion causée par l'air salé et le vent.

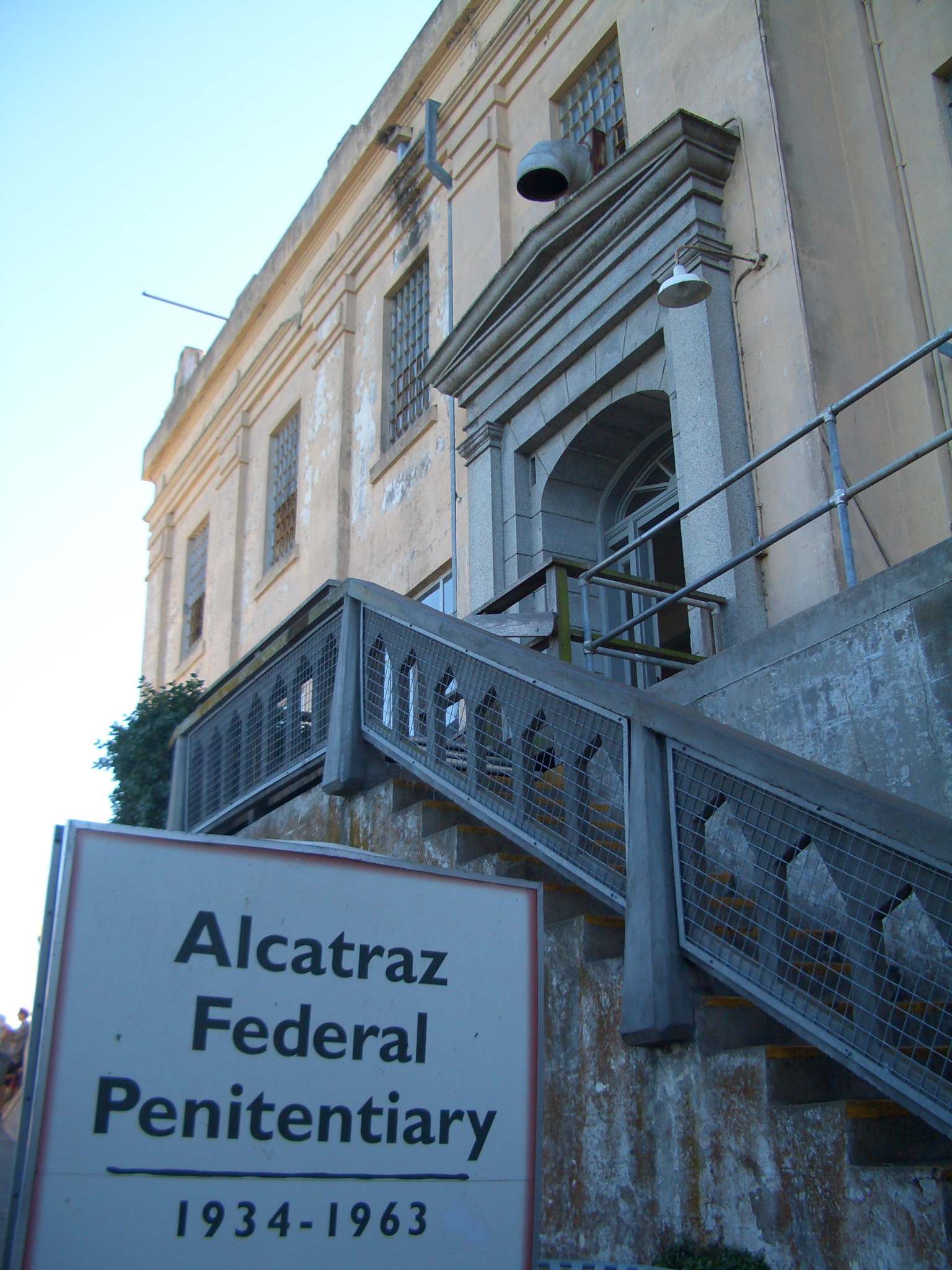
Entrée

Après que l'armée américaine a utilisé l'île pendant plus de 80 ans, le site est transféré au Bureau fédéral des prisons, qui espérait qu'une prison à l'épreuve des évasions aiderait à briser la vague de criminalité importante que connaissaient les années 1920 et 1930. Le département de la Justice acquiert ainsi la caserne disciplinaire d'Alcatraz le 12 octobre 1933, l'établissement devenant officiellement une installation du Bureau fédéral des prisons en août 1934. Des travaux de modernisation d'un montant de 260 000 $ sont lancés à partir de janvier 1934 afin de moderniser et d'améliorer l'établissement .
George Hess, fonctionnaire du service de santé publique des États-Unis, est nommé médecin-chef tandis qu'Edward W. Twitchell devient consultant en psychiatrie pour Alcatraz en janvier 1934. L'hôpital est également contrôlé par trois fonctionnaires du Marine Hospital Service (en) basés à San Francisco.
Le personnel du Bureau fédéral des prisons prend possession des lieux au début du mois de février 1934; avec parmi eux le commis en chef par intérim Loring O. Mills. En avril 1934, l'ancien matériel est retiré de la prison; des trous sont percés dans le béton et 269 façades de cellules sont installées, construites avec le contenu de  quatre wagons d'acier commandés à Stewart Iron Works.
Deux des quatre nouveaux escaliers sont construits, ainsi que 12 portes vers les couloirs de service et les grilles au sommet des cellules. Le 26 avril 1934, un petit incendie accidentel se déclare sur le toit et un électricien se blesse au pied en laissant tomber un couvercle de trou d'homme dessus. L'entreprise Anchor Post Fence Company installe des clôtures autour de l'établissement et la société Enterprise Electric Works installe un éclairage de secours dans les locaux de la morgue et du standard.
En juin 1934, la société Teletouch Corporation de New York commence l'installation d'un « système électromagnétique de détection d'armes et de métaux » dans l'établissement. Des détecteurs sont ainsi installés sur le quai, à l'entrée avant du bâtiment cellulaire et à la porte d'entrée arrière. Le personnel de surveillance reçoit des instructions sur la façon d'utiliser les nouveaux dispositifs de verrouillage en juillet 1934, tandis que la garde côtière des États-Unis et le département de police de San Francisco testent le nouvel équipement radio. Les dernières vérifications et évaluations sont enfin effectuées durant les deux premiers jours du mois d'août 1934.

### Premières années

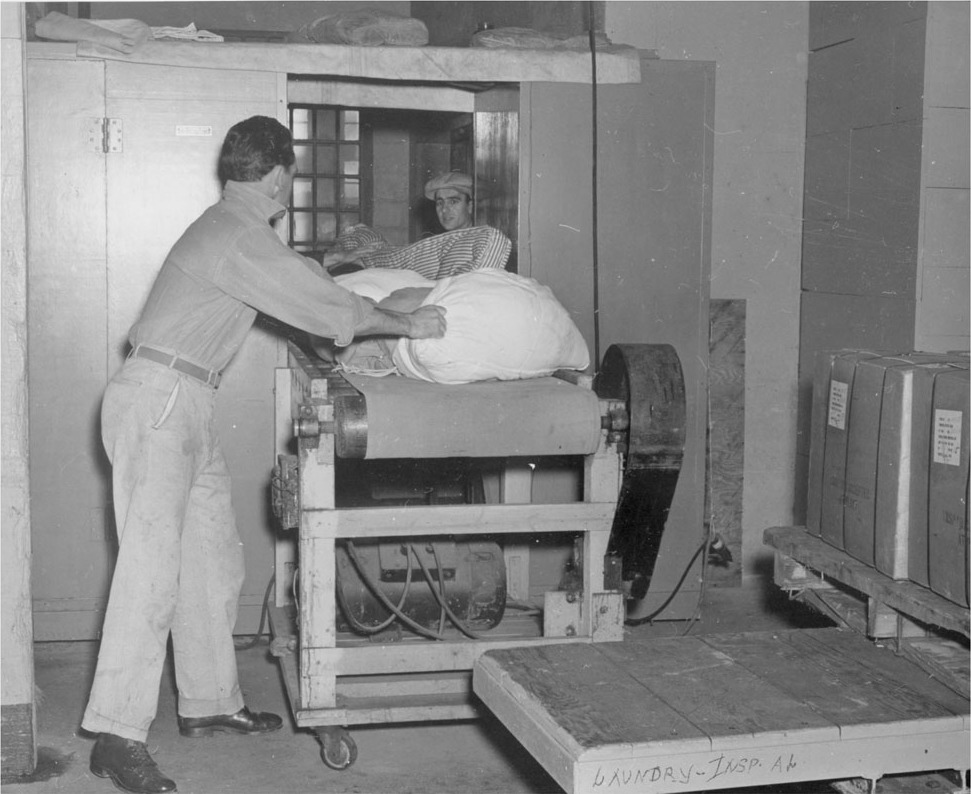
Service de blanchisserie d'Alcatraz

La prison d'Alcatraz est initialement destinée à incarcérer les prisonniers qui causent continuellement des problèmes dans d'autres prisons fédérales. Ce serait une « prison de dernier recours », pour détenir les pires des pires qui n'ont aucun espoir de réhabilitation . Le 11 août 1934, le premier contingent de 137 prisonniers arrive dans l'établissement en provenance du pénitencier américain de Leavenworth au Kansas, après avoir voyagé par chemin de fer jusqu'à Santa Venetia en Californie. Avant d'être escortés à Alcatraz, ils sont menottés dans des autocars de haute sécurité et gardés par une soixantaine d'agents spéciaux du Federal Bureau of Investigation (FBI), des marshals fédéraux et des agents de la sécurité ferroviaire,. La plupart des prisonniers sont des voleurs de banque notoires, des faussaires ou des meurtriers.
Parmi les premiers détenus se trouvent également 14 hommes transférés du pénitencier fédéral de l'Île McNeil, dans l’État de Washington. Le 22 août 1934, 43 prisonniers arrivent en provenance du pénitencier fédéral d'Atlanta et 10 du pénitentiel de North Eastern situé à Lewisburg, en Pennsylvanie. Le 1er septembre 1934, un prisonnier est transféré en provenance de l'asile et de la prison de Washington et sept de la maison de correction du District de Columbia (en) situé en Virginie et le, 4 septembre 1934, un autre groupe de 103 prisonniers arrive par le train à nouveau en provenance du pénitencier de Leavenworth. Les prisonniers continuent à arriver jusqu'en 1935, principalement de Leavenworth et d'Atlanta, et le 30 juin 1935, premier anniversaire du pénitencier, celui-ci comptait 242 prisonniers, bien que certains détenus tels que Verrill Rapp (en) aient déjà été transférés d'Alcatraz vers d'autres prisons quelques mois plus tôt.
À l'occasion du premier anniversaire d'Alcatraz, le Bureau fédéral des prisons écrit : « La création de cette institution a non seulement fourni un endroit sûr pour la détention des types de criminels les plus difficiles, mais a également eu un bon effet sur la discipline dans nos autres pénitenciers. Aucune perturbation grave de quelque nature que ce soit n'a été signalée au cours de l'année. »
Les détecteurs de métaux surchauffent souvent et doivent être éteints régulièrement. Après que la société Teletouch Corporation n'ait pas réussi à résoudre le problème, leur contrat est résilié en 1937, la société ayant en outre été facturé plus de 200 $ afin que l'établissement puisse acquérir trois nouveaux détecteurs fournis par la société Federal Laboratories (en).
Le 10 janvier 1935, une violente tempête provoque un glissement de terrain sur l'île d'Alcatraz, entrainant le glissement du Model Industries Building. Cela a également engendré une série de changements dans les structures de l'île. Un enrochement est construit autour du Model Industries Building qui a ainsi été renforcé et une tour de garde est ajoutée au toit en juin 1936. Ce même mois, le bâtiment de la caserne est réaménagé en 11 nouveaux appartements et neuf chambres individuelles pour les célibataires à destination du personnel de la prison ; à cette époque, 52 familles vivent à Alcatraz, dont 126 femmes et enfants. Les problèmes rencontrés avec le Model Industries Building ainsi que les questions persistantes dans l'utilisation de certains des anciens bâtiments et systèmes de l'établissement conduisent à la réalisation de nouveaux travaux importants de rénovation en 1937, incluant notamment l'installation de nouvelles grilles à l'épreuve des outils sur les ventilateurs du toit du bâtiment cellulaire. Deux nouvelles chaudières sont également installées dans la centrale électrique ainsi qu'une nouvelle pompe pour l'assainissement de l'eau salée et des garde-corps aux escaliers.
En 1939-1940, un réaménagement est lancé, pour un montant de 1,1 million $, comprenant la construction du New Industries Building, la refonte complète de la centrale électrique avec l'installation d'un nouveau moteur diesel, la construction d'un nouveau château d'eau destiné à résoudre le problème de stockage de l'eau, de nouveaux logements pour les officiers, des améliorations au quai et la conversion du Bloc D en cellules d'isolement. Les travaux sont achevés en juillet 1941. Les ateliers du bâtiment des nouvelles industries sont devenus très productifs, fabriquant des uniformes de l'armée, des filets de chargement et d'autres articles très demandés pendant la Seconde Guerre mondiale. En juin 1945, on signale que les pénitenciers fédéraux ont fabriqué 60 000 moustiquaires.

### Réputation de l'établissement

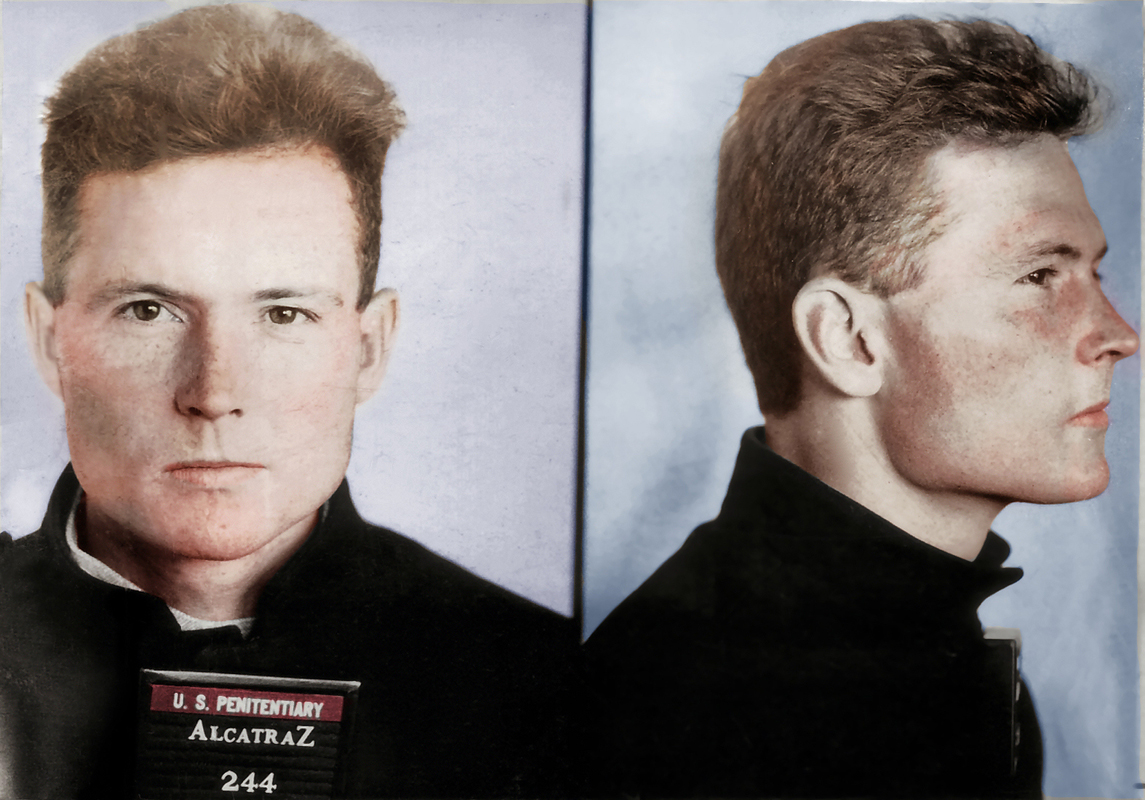
Henri Young, jugé pour le meurtre d'un codétenu en 1941

Alcatraz acquiert dès sa création la réputation d'être la prison la plus dure d'Amérique et est considérée par beaucoup[Qui ?] comme la prison la plus redoutable du monde contemporain. D'anciens prisonniers font également état de brutalités et de conditions inhumaines qui ont mis à rude épreuve leur santé mentale  . Ed Wutke (en) est le premier prisonnier à se suicider à Alcatraz. Rufe Persful (en) se coupe les doigts après avoir attrapé une hache dans le camion de pompiers et supplie un autre détenu de faire de même avec son autre main.
Un écrivain décrit Alcatraz comme « la grande poubelle de la baie de San Francisco, dans laquelle chaque prison fédérale a jeté ses pommes les plus pourries ». En 1939, le nouveau procureur général des États-Unis, Frank Murphy, s'attaque au pénitencier fédéral en affirmant : « Toute l'institution est propice à la psychologie susceptible de développer une sinistre attitude ambitieuse parmi les prisonniers ».
La réputation de la prison n'est pas aidée par l'arrivée de plusieurs des criminels les plus dangereux d'Amérique, tels que Robert Stroud, « l'homme aux canaris d'Alcatraz », en 1942. Stroud rentre dans le système pénitentiaire à l'âge de 19 ans et n'en est jamais ressorti, passant notamment 17 ans à Alcatraz. Il a en outre tué un gardien, connait plusieurs démêlés avec d'autres détenus et passe finalement 42 de ses 54 ans en prison à l'isolement. Malgré sa réputation, de nombreux anciens détenus ayant également surnommé la prison « Hellcatraz », certains prisonniers rapportent que les conditions de vie y étaient bien meilleures que dans la plupart des autres prisons du pays, en particulier en ce qui concerne la nourriture, et beaucoup se sont portés volontaires pour venir à Alcatraz.
Le 3 décembre 1940, Henri Young assassine son codétenu Rufus McCain. En descendant du magasin de meubles à la boutique du tailleur où travaillait McCain, Young le poignarde violemment au cou, entrainant sa mort cinq heures plus tard. Young avait été incarcéré à Alcatraz en 1933 à la suite de sa condamnation pour meurtre et est par la suite impliqué dans une tentative d'évasion au cours de laquelle le criminel Doc Barker est abattu. Henri Young passe ainsi près de 22 mois à l'isolement, mais est finalement autorisé à travailler dans le magasin de meubles. Young est jugé en 1941 mais ses avocats affirment que leur client ne pouvait pas être tenu responsable du meurtre car il aurait été soumis à des « châtiments cruels et inhabituels » de la part des gardiens de la prison avant l'incident. En fin de compte, Young est reconnu coupable d'homicide involontaire et sa peine de prison n'est ainsi prolongée que de quelques années. Cette affaire ainsi que le procès qui a suivi jettent cependant une nouvelle fois le discrédit sur Alcatraz

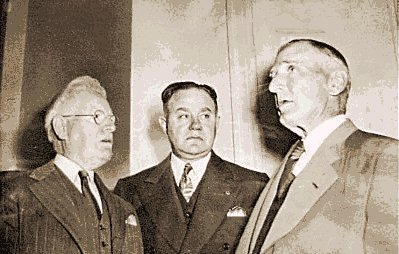
De gauche à droite : le directeur James A. Johnston, le directeur associé EJ Miller, le procureur de district Frank J. Hennessy

### Dernières années
Dans les années 1950, les conditions de vie et de détention à Alcatraz s'améliorent, les détenus obtenant progressivement de plus en plus de privilèges, tels que jouer d'un instrument de musique, regarder des films le week-end, peindre et utiliser la radio; le strict « code du silence », mis en place par le directeur James A. Johnston (en), s’assouplit et les prisonniers sont autorisés à parler tranquillement. Cependant, la prison est de loin la plus chère des États-Unis et beaucoup la percevaient encore comme la prison la plus extrême d'Amérique . Dans son rapport annuel pour 1952, le directeur du Bureau fédéral des prisons, James V. Bennett (en), appelle la mise en œuvre d'une institution plus centralisée afin de remplacer Alcatraz.
Un rapport de 1959 indique une nouvelle fois que l'établissement est plus de trois fois plus cher à gérer que la prison américaine moyenne; coutant 10 $ par détenu et par jour contre 3 $ dans la plupart des autres prisons. Le problème est également aggravé par la détérioration structurelle des bâtiments due à l'exposition au brouillard salin, ce qui nécessiterait des travaux de rénovation estimés à 5 millions $. Des chantiers de réparations majeures débutent en 1958, mais en 1961, les ingénieurs considèrent la prison comme une cause perdue. Le procureur général Robert F. Kennedy soumet alors des plans pour la création d'un nouvel établissement de sécurité maximale (en) situé à Marion dans l'Illinois et destiné à remplacer Alcatraz,.
L'évasion d'Alcatraz en juin 1962 conduit à des enquêtes acrimonieuses contre l'établissement qui, combinée avec les problèmes structurels majeurs et le fonctionnement coûteux, entraine sa fermeture définitive le 21 mars 1963. Le rapport final du Bureau fédéral des prisons déclare ainsi à propos d'Alcatraz : « L'institution a servi un objectif important en soulageant les institutions plus anciennes et très surpeuplées d'Atlanta, de Leavenworth et de McNeil Island, car elle nous a permis de déménager dans une institution plus petite et étroitement surveillée des artistes de l'évasion, des grands racketteurs, leurs complices invétérés et tous ceux qui avaient besoin de protection contre d'autres groupes. » .
L'ancienne prison et l'île sont désormais un musée et représentent l'une des principales attractions touristiques de San Francisco, attirant quelque 1,5 million de visiteurs par an (en 2010) . En 2018, le nombre de visiteurs est estimé à 1 million par an faisant de lui le site le plus visité de San Francisco et battant parfois le pont du Golden Gate et la statue de la Liberté dans certains classements.
Les visiteurs arrivent en bateau depuis le Pier 33 et bénéficient d'une visite du bâtiment cellulaire et de l'île, ainsi qu'un diaporama et un audioguide proposant des anecdotes d'anciens détenus, gardes et gardes forestiers d'Alcatraz. L'atmosphère de l'ancien pénitencier est toujours considérée comme « étrange », « fantomatique » et « glaçante ». Protégés par le National Park Service et le Registre national des lieux historiques, les bâtiments endommagés par le sel de l'ancienne prison sont maintenant restaurés et entretenus.

### Tentatives d'évasion

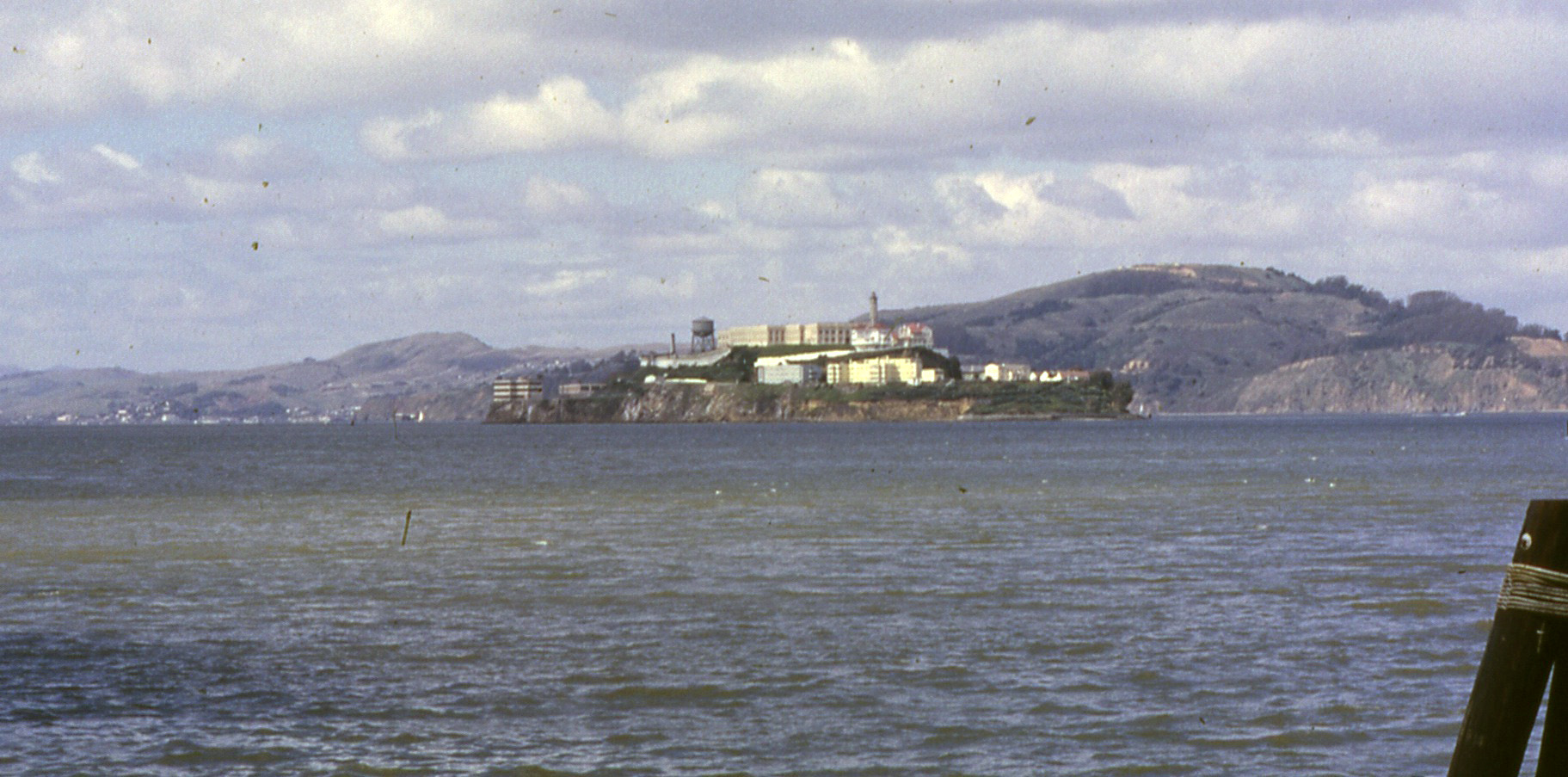
L'île d'Alcatraz depuis San Francisco, mars 1962.

Selon les agents correctionnels de la prison, une fois qu'un condamné arrive sur le quai d'Alcatraz, ses premières réflexions concernent la manière dont il pourrait s'en échapper. Au cours de ses 29 années de fonctionnement, le pénitencier assure qu'aucun prisonnier n'a jamais réussi à s'évader. Au total, 14 tentatives d'évasion ont eu lieu, impliquant 36 prisonniers : deux hommes essayant deux fois; 23 ont été capturés, six ont été tués par balle lors de leur fuite, deux se sont noyés et cinq sont répertoriés comme « disparus et présumés noyés ».
La première tentative d'évasion a lieu le 27 avril 1936 et est réalisée par Joseph Bowers, alors qu'il est chargé de brûler les ordures dans l'incinérateur de l'établissement. Il escalada une clôture à mailles losangées au bord de l'île lorsqu'il est repéré. Alors qu'il refuse les ordres de descendre donnés par l'agent correctionnel posté à la tour de garde de West Road, il est abattu. Il est grièvement blessé lors d'une chute de plus de 15 m, ce qui provoque sa mort.
La deuxième tentative d'évasion a lieu le 16 décembre 1937 et est réalisée par les frères Theodore Cole et Ralph Roe. Au cours de leur activité de travail dans l'un des ateliers de la prison, ils parviennent à couper les fers plats de la fenêtre et à arriver dans la baie. C'était une journée orageuse et la mer était agitée. Ils ont été considérés comme morts par les autorités pénitentiaires, qui pensaient qu'ils s'étaient noyés dans la baie et que leurs corps avaient été emportés en mer.

#### Bataille d'Alcatraz

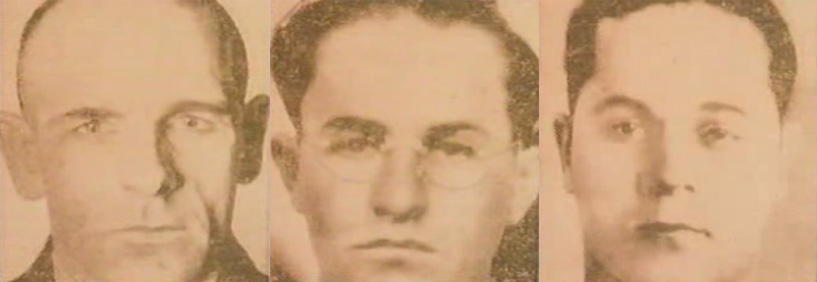
Bernard Coy, Marvin Hubbard et Joseph Cretzer ont été tués lors de la bataille d'Alcatraz.

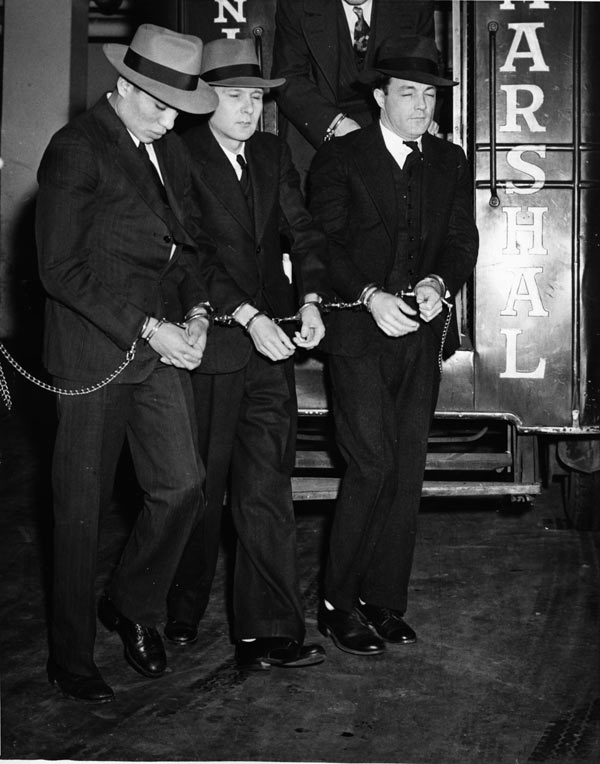
Carnes, Shockley et Thompson se rendent au tribunal pour être jugés lors de la bataille d'Alcatraz.

La tentative d'évasion la plus violente a lieu entre 2 au 4 mai 1946, lorsqu'une tentative d'évasion ratée de six prisonniers entraine la Bataille d'Alcatraz (en), également connue sous le nom de « Alcatraz Blast Out ». Bernard Coy, Joseph Cretzer, Sam Shockley, Clarence Carnes, Marvin Hubbard et Miran Thompson prennent le contrôle du bâtiment cellulaire en maîtrisant les gardiens. Ils parviennent également à pénétrer dans l'armurerie où ils exigent les clés de la porte extérieure vers la cour de promenade,.
Mais un garde à l'esprit vif, William Miller, remet aux détenus la totalité de ses clés excepté celle de la porte extérieure, qu'il a empochée. L'objectif des prisonniers était de s'échapper par bateau depuis le quai, mais lorsqu'ils ne peuvent pas ouvrir la porte extérieure, ils décident de se battre depuis l'intérieur de la prison. Ils retiennent alors en otage Miller ainsi qu'un second garde. Poussé par Shockley et Thompson, Cretzer tire sur les otages à très courte distance. Miller succombe à ses blessures et le second garde, nommé Harold Stites,est également tué dans le bâtiment cellulaire. Bien que Shockley, Thompson et Carnes soient retournés dans leurs cellules, les trois autres, Coy, Cretzer et Hubbard, persistent dans leur volonté de se battre,.
Cet événement nécessite l’intervention de soldats du Corps des Marines qui abattent les trois prisonniers durant l'intervention. Durant cette bataille, outre les gardes et les prisonniers tués, 17 autres gardiens et un prisonnier sont également blessés. Shockley, Thompson et Carnes sont par la suite jugés pour le meurtre des gardiens de la prison. Shockley et Thompson sont condamnés à mort dans la chambre à gaz et sont exécutés dans la prison d’État de San Quentin en décembre 1948. Carnes, qui n'avait que 19 ans au moment des faits, n'a été condamné qu'à une deuxième peine d'emprisonnement à perpétuité,.

#### «Évasion d'Alcatraz»
Le 11 juin 1962, Frank Morris, John Anglin et Clarence Anglin tentent de s'évader grâce à une planification minutieuse. Derrière leurs cellules dans le Bloc B se trouvait un couloir de service non gardé et large de 3 pieds (0,9144 m). Grâce à des outils artisanaux tels qu'une cuillère en métal soudée à l'argent d'une pièce de 1 cent et une perceuse électrique improvisée à partir d'un moteur d'aspirateur volé, les prisonniers parviennent à percer le béton endommagé par le sel situé autour d'une bouche d'aération menant à ce couloir. Le bruit de ces travaux est masqué par des accordéons joués à l'heure de la musique, et la progression est dissimulée par de faux murs qui, dans les recoins sombres des cellules, réussissent à tromper les gardiens.

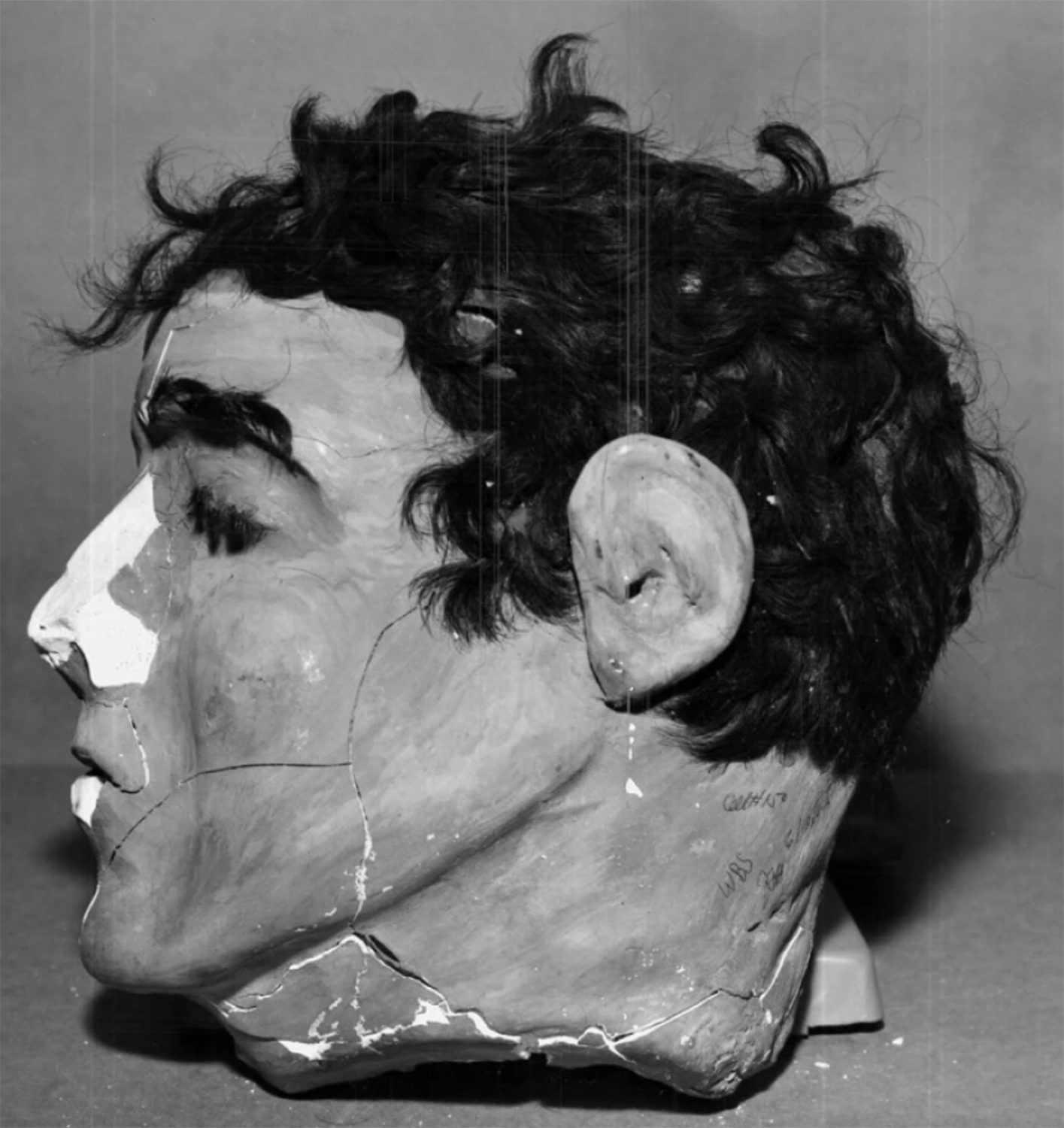
Vue latérale d'une tête de modèle retrouvée dans la cellule de Frank Morris.

Le chemin de leur évasion passe cependant par un évent de ventilateur. Les prisonniers retirent alors le ventilateur ainsi que le moteur et les remplacent par une grille en acier, laissant un puits assez grand pour permettre à un prisonnier de passer. Volant un cordon abrasif au carborundum dans l'atelier de la prison, les prisonniers retirent les rivets du grill. Dans leurs lits, ils placent des mannequins qu'ils ont fabriqués avec du papier mâché et des cheveux humains volés au salon de coiffure. Pendant plusieurs semaines, les évadés fabriquent également un radeau gonflable à partir de plus de 50 imperméables volés. La fabrication du radeau est effectuée depuis le toit du bâtiment cellulaire et cachée aux gardes grâce à des draps qui avaient été mis en place sur les côtés. Les détenus s'évadent par un évent situé dans le toit et parviennent à quitter Alcatraz,.
L'enquête du FBI est facilitée par un autre prisonnier, nommé Allen West, qui faisait initialement partie du groupe des évadés mais qui a finalement été laissé pour compte au moment de l'évasion. Le faux mur que West avait construit dans sa cellule afin de cacher son plan d'évasion n'arrêtait pas de glisser, West l'a donc maintenu en place avec du ciment qui a fini par prendre. Ainsi, lorsque Morris et les frères Anglins décidèrent d’accélérer le plan d'évasion, West a désespérément tenter de percer le mur, mais au moment où il est sorti, ses compagnons étaient déjà partis. Des centaines de pistes et de théories ont été suivies par le FBI et les responsables locaux des forces de l'ordre au cours des années qui ont suivi, mais aucune preuve concluante n'a jamais fait surface en faveur du succès ou de l'échec de la tentative d'évasion. L'enquête du FBI a finalement été close en décembre 1979. Le rapport officiel sur l'évasion conclut que les prisonniers se sont noyés dans les eaux froides de la baie de San Francisco en tentant de rejoindre la terre ferme, il est peu probable qu'ils aient parcouru les 1,25 milles (2,01 km) jusqu'au rivage en raison des forts courants océaniques et des températures froides de l'eau de mer comprises entre 50 degrés Fahrenheit (10 °C) et 55 degrés Fahrenheit (13 °C),.
Le dossier rédigé par le US Marshals Service reste cependant ouvert et actif. Morris et les frères Anglin restent ainsi sur sa liste des personnes recherchées. Des preuves circonstancielles découvertes au début des années 2010 semblent suggérer que les évadés avaient survécu, et que contrairement au rapport officiel du FBI selon lequel le radeau ayant servi à l'évasion n'a jamais été retrouvé et aucun vol de voiture n'a été signalé, un radeau a bien été découvert sur l'île d'Angel Island, située à proximité de l'Île d'Alcatraz, avec des empreintes de pas menant plus loin. Une Chevrolet bleue de 1955 a en outre été signalée volée la nuit de l'évasion par trois hommes, qui auraient pu être Morris et les frères Anglins, les responsables des forces de l'ordre s'étant par la suite livrés à des actions de dissimulation afin de cacher ces informations. Des proches des frères Anglin ont enfin présenté d'autres preuves circonstancielles au milieu des années 2010 sur la base d'une rumeur de longue date selon laquelle les frères Anglin s'étaient enfuis au Brésil après leur évasion. Un analyste de la reconnaissance faciale conclut également que le seul élément de preuve physique, une photographie de deux hommes ressemblant à John et Clarence Anglin et datant de 1975, étayait cette conclusion,,.

## Administration du pénitencier

### Le personnel du pénitencier

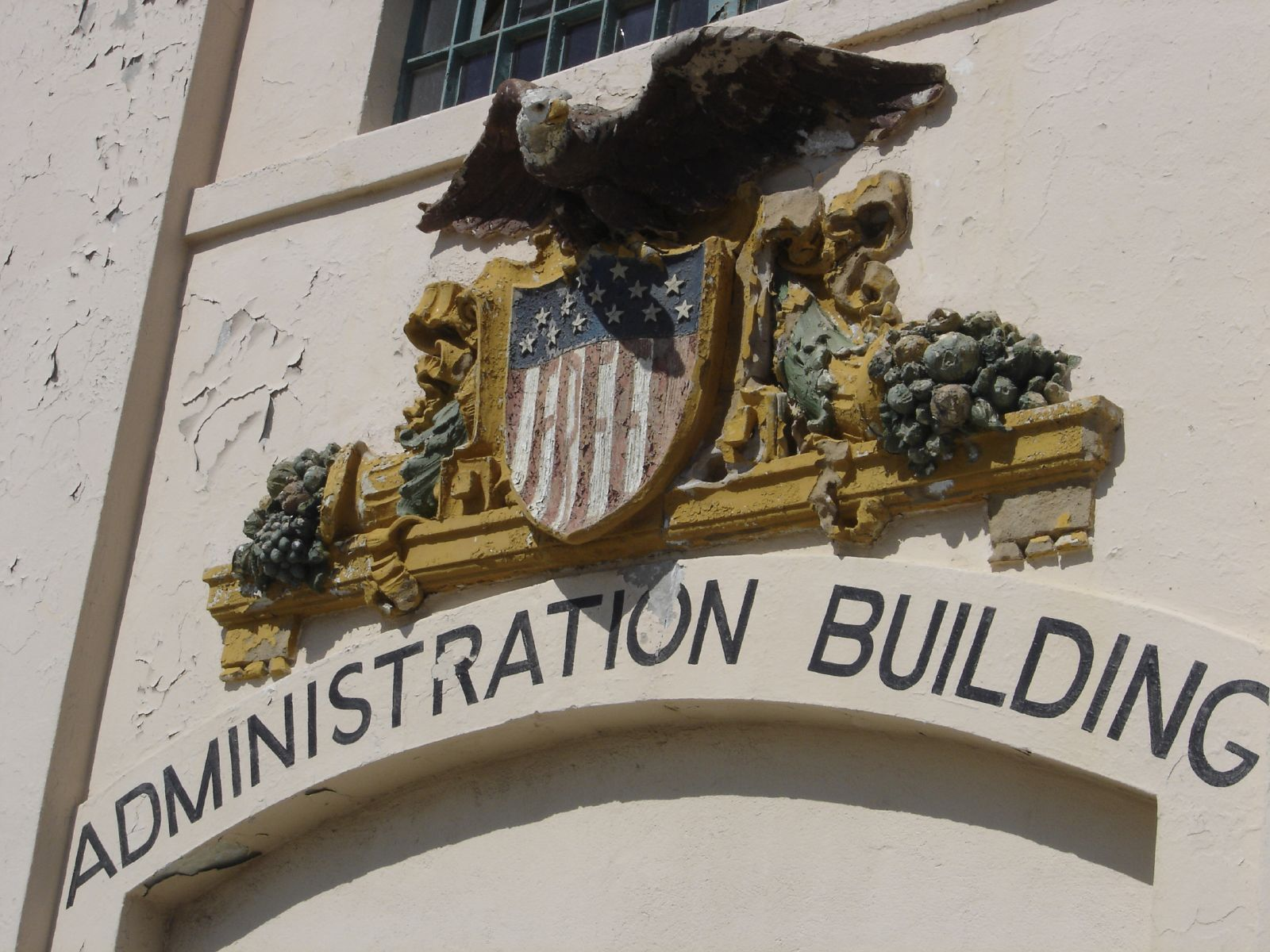
Les bureaux administratifs d'Alcatraz.

La prison compte initialement 155 employés, dont le premier directeur James A. Johnston (en) et le directeur adjoint Cecil J. Shuttleworth (en), tous deux considérés comme des « hommes de fer ». Aucun membre du personnel n'est initialement formé à la réhabilitation des détenus, mais ils sont tous hautement qualifié en matière sécurité. Les salaires des gardiens et du personnel varient. Un nouveau gardien arrivant en décembre 1948 se voit offrir 3 024,96 $ par an, mais une imputation de 6% est appliquée annuellement pour l'assurance retraite (s'élevant à 181,50 $). Les gardiens travaillent généralement 40 heures par semaine sur cinq quarts de travail de 8 heures.
Les gardiens qui travaillent entre 18 heures et 6 heures du matin bénéficient d'une augmentation de 10 % et les gardiens faisant des heures supplémentaires doivent obligatoirement être signalés et autorisés par le directeur. Les officiers doivent généralement payer 25 cents pour leur repas et 10 $ pour louer un appartement sur l'île, incluant le service de blanchisserie, bien que les familles plus nombreuses soient facturées entre 20 et 43 $ par mois pour occuper les grands logements et sont également  facturées d'un supplément pour la lessive. En 1960, un livret du Bureau fédéral des prisons révèle que la population carcérale moyenne entre 1935 et 1960 était de 263 personnes ; le plus élevé enregistré était de 302 en 1937 et le plus bas enregistré était de 222 en 1947.

### Organisation administrative

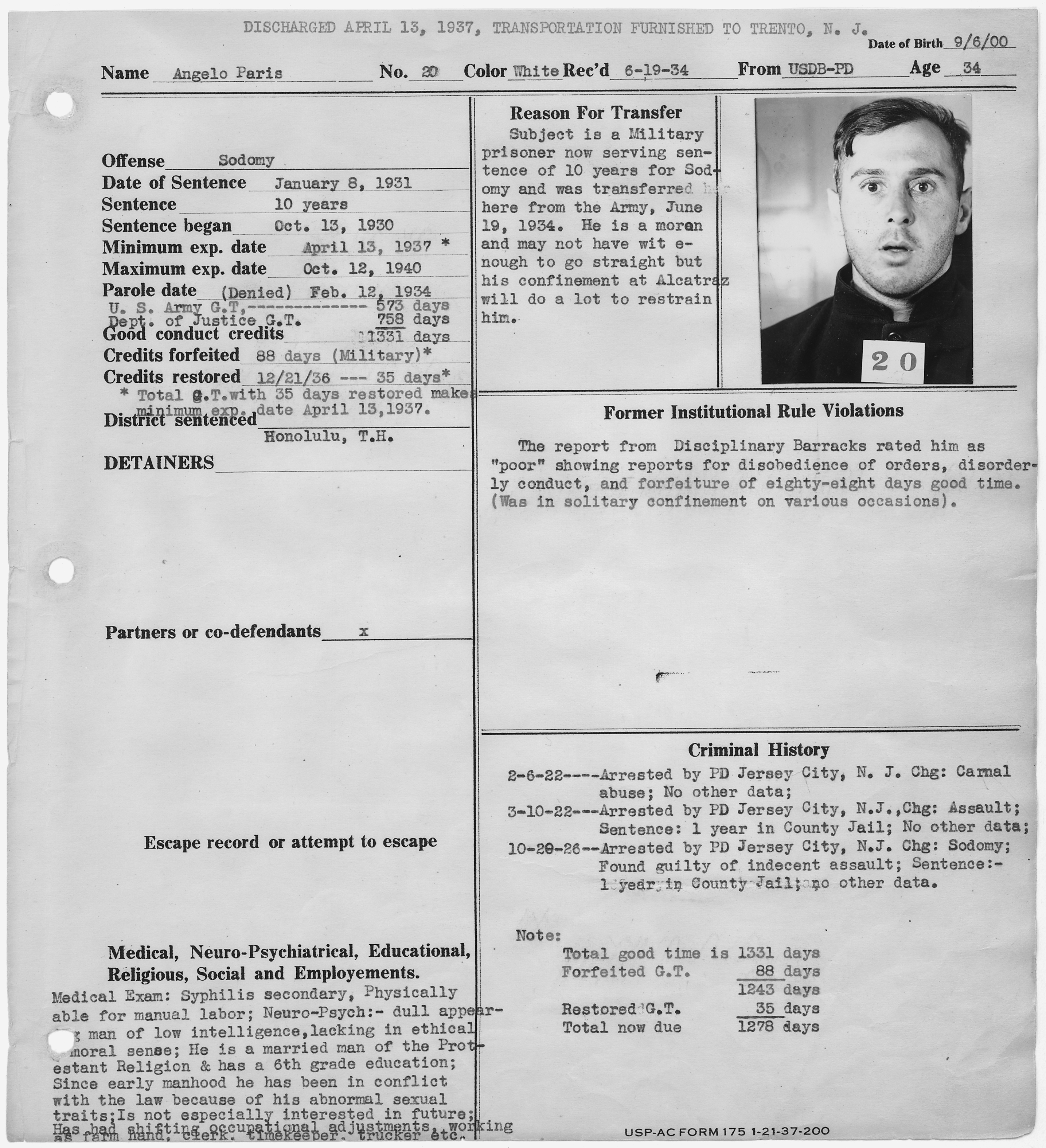
Un dossier d'un prisonnier du carnet du directeur.

Le centre administratif principal se trouve à l'entrée de la prison. Il comprend notamment le bureau du directeur qui contenait un bureau avec un équipement radio et télégraphique, une machine à écrire et un téléphone.
La section du bureau administratif comprend également les bureaux du directeur adjoint et du secrétariat, le bureau du courrier, le bureau du capitaine, un bureau de travail, le bureau du greffier, le bureau de la comptabilité, une salle de contrôle dotée de technologie moderne qui fut ajoutée en 1961, le salon des officiers, une armurerie, une chambre forte,, une zone de visite et des toilettes.
Toutes les visites à Alcatraz nécessitent l'approbation écrite préalable du directeur.

### Sécurité du pénitencier

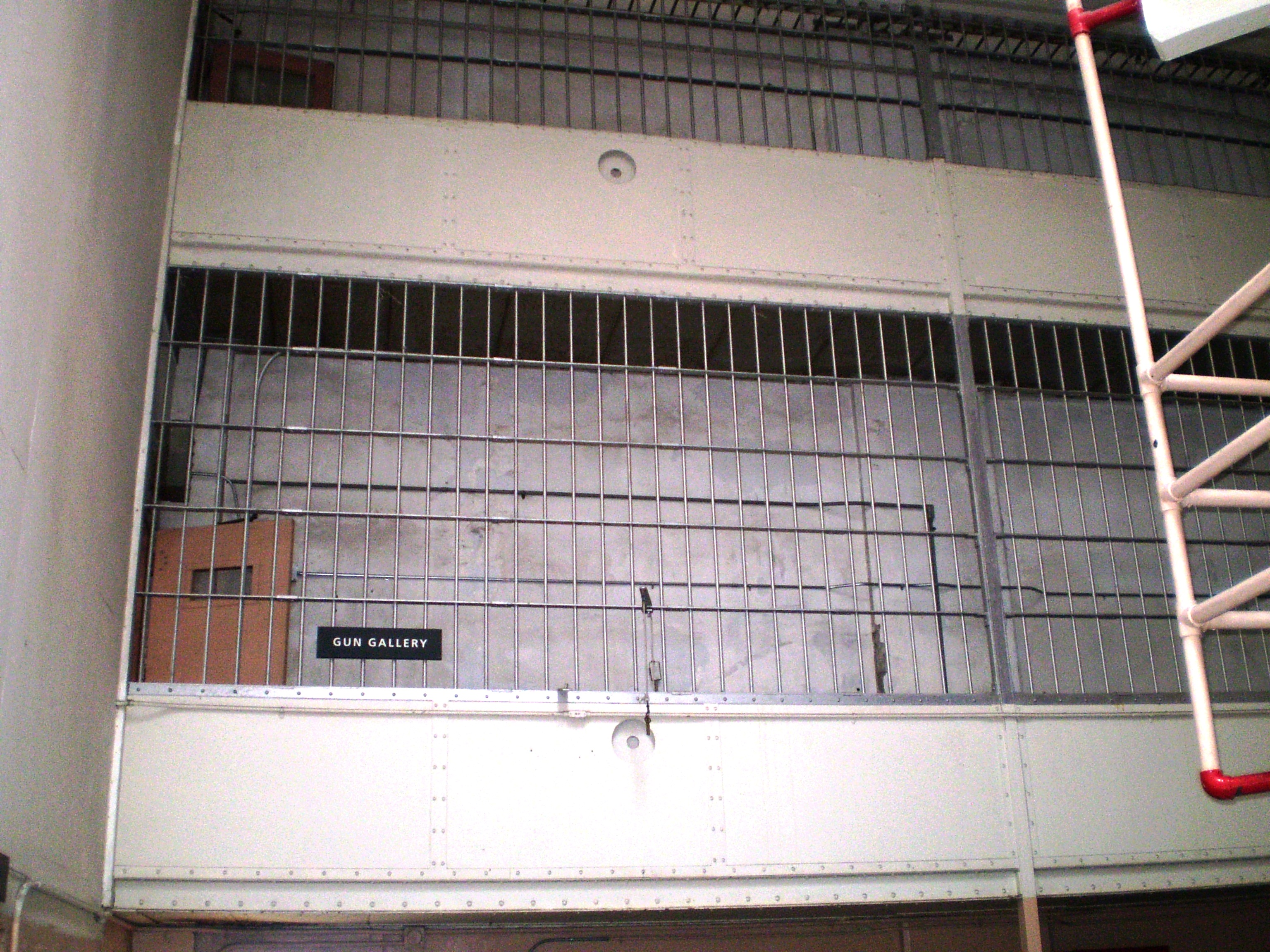
Galerie d'armes à feu

Lorsque le Bureau fédéral des prisons créé le pénitencier fédéral le 1er janvier 1934, il prit des mesures pour renforcer la sécurité des cellules de la prison afin de rendre Alcatraz « à l'épreuve des évasions » ainsi que pour améliorer les conditions de vie de leur propre personnel. Des technologies de pointe destinées à améliorer la sécurité et le confort sont ainsi ajoutées aux bâtiments.
Au niveau des bâtiments, des tours de garde ont été construites à l'extérieur à quatre endroits stratégiques, les cellules ont été reconstruites et équipées de « façades de cellules en acier à l'épreuve des outils et de dispositifs de verrouillage actionnés à partir de boîtiers de commande » et les fenêtres ont été recouvertes de grilles en fer.
Au niveau des équipements, des détecteurs de métaux électromagnétiques ont été placés aux entrées du réfectoire et des ateliers, des cartouches de gaz lacrymogène commandées à distance ont été installées à des endroits stratégiques, des galeries d'armes également commandées à distance ainsi que des gardes armés de mitrailleuses ont enfin été installées de manière à patrouiller le long des couloirs.
Des améliorations sont apportées aux toilettes et aux installations électriques, les anciens tunnels sont scellés avec du béton afin d'éviter que les prisonniers ne se cachent et ne s'évadent, et des changements et des améliorations substantiels sont apportés aux logements des gardiens, des gardiens et du capitaine pour qu'ils puissent vivre avec leurs familles, avec une qualité par rapport au rang. Le directeur James A. Johnston (en), le procureur général américain Homer Cummings et Sanford Bates (en), premier directeur du Bureau fédéral des prisons, ont collaboré très étroitement pour créer « une prison légendaire » adaptée à l'époque, ce qui vaut au pénitencier fédéral d'Alcatraz d'être surnommé « l'île du Diable de l'Oncle Sam ».

### Les prisonniers du pénitencier

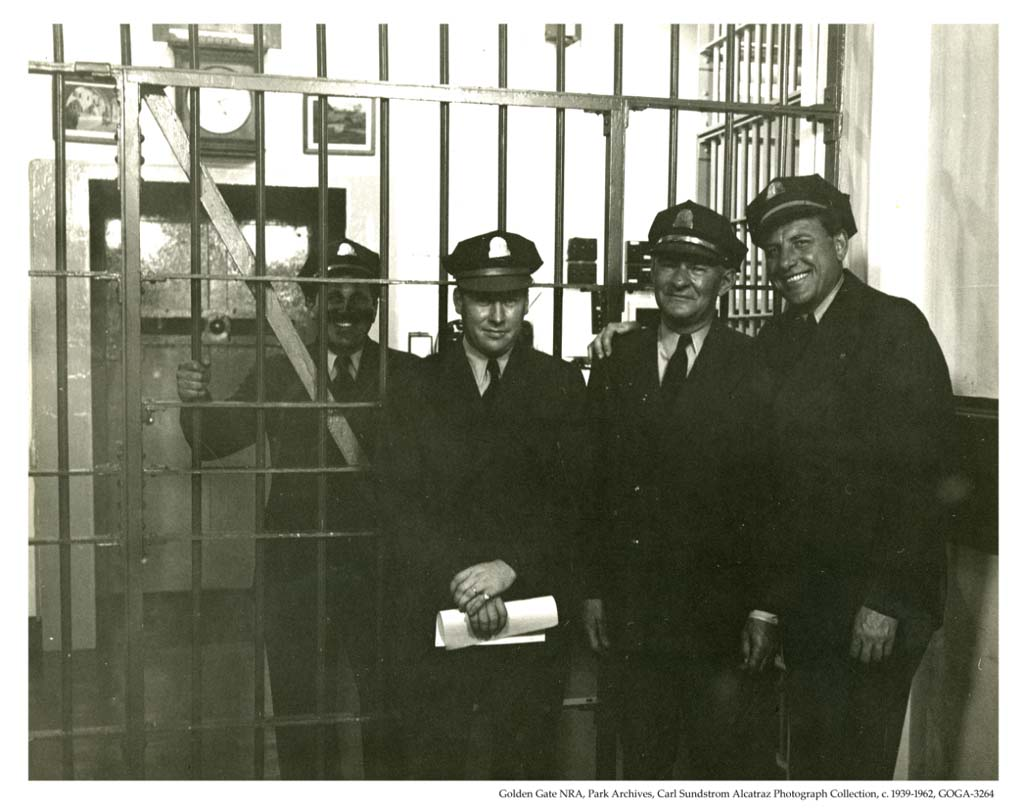
Gardiens d'Alcatraz.

Bien qu'Alcatraz ait été conçu afin abriter le « pire des pires » des criminels qui avaient précédemment causé des problèmes dans d'autres prisons, en vertu des directives et des règlements établis par les administrateurs stricts de la prison, les tribunaux ne pouvaient pas ordonner qu'un prisonnier soit directement envoyé à Alcatraz, même s'ils étaient célèbres pour leur mauvaise conduite et leurs tentatives d'évasions depuis d'autres prisons. Les prisonniers entrant à Alcatraz subissaient des enquêtes et des évaluations rigoureuses avant leur arrivée. La sécurité dans la prison était très stricte, avec un contrôle constant des barreaux, des portes, des serrures, des installations électriques et des autres dispositifs de sécurité physique mis en œuvre dans l'établissement.
Les prisonniers étaient habituellement comptés 13 fois par jour et le ratio prisonniers / gardiens était le plus bas de toutes les prisons américaines de l'époque . La porte d'entrée était fabriquée dans un acier solide, ce qui rendait une évasion pratiquement impossible pour les prisonniers. L'île disposait de nombreux miradors qui étaient fortement gardées à tout moment de la journée durant les périodes où la sécurité de l'établissement pouvait avoir été compromise. Par exemple, il y avait des tours de garde sur chacun des bâtiments industriels afin de s'assurer que les détenus ne tentent pas de s'échapper pendant les quarts de travail de jour. Ces miradors ont, pour la plupart, été démolies depuis la fermeture de l'établissement.
Un ancien agent de l'établissement comparait ainsi son travail carcéral à celui de gardien de zoo ou à son ancien travail à la ferme. Cette appréciation était liée au fait que les prisonniers étaient traités comme des animaux envoyés « labourer les champs », puisque que certains d'entre eux travaillaient pendant la journée, qu'il faut compter, nourrir et ainsi de suite. Il a qualifié ces quatre années de sa vie à travailler dans la prison de « perte totale de sa vie ». Les gardes patrouillent régulièrement das les couloirs, avec des portes de passage le long de leur patrouille. Le couloir le plus fréquenté est celui situé entre les Blocs B et C, également surnommé « Broadway », car il s'agissait du couloir central de la prison et passait non seulement par des gardiens mais aussi par d'autres employés de la prison.
L'armurerie, où étaient stockées les armes à feu, était située dans la cour de promenade et installée sur l'un des murs extérieurs de la salle à manger. Un détecteur de métal était installé à l'extérieur de la salle à manger pour des raisons de sécurité. La salle à manger disposait également de cartouches de gaz lacrymogène fixées aux chevrons du plafond qui pouvaient être activées par télécommande, si les prisonniers se révoltaient ou tentaient de s'échapper .

### Les directeurs du pénitencier
| Image | Nom                    | Période | Sommaire |
| ----- | ---------------------- | ------- | --- |
|       | James A. Johnston (en) | 1934–48 | James Aloysius Johnston (1874–1954) (surnom "Old Saltwater") fut le premier gardien d'Alcatraz. Ancien directeur de Folsom et San Quentin, Johnston a joué un rôle déterminant dans la création du pénitencier fédéral d'Alcatraz, de la conception à la construction. Il était considéré comme un disciplinaire très strict et un réformiste fervent qui imposait un certain nombre de règles à la prison, y compris un code de silence strict, ce qui lui a valu d'être surnommé le `` gardien de la règle d'or '' depuis ses jours à San Quentin. Il était relativement populaire parmi les détenus et les gardiens, connus sous le nom de "Old Saltwater" par les détenus, et est crédité d'avoir défié les tactiques barbares utilisées dans la prison lorsqu'il y était, y compris les camisoles de force et l'isolement cellulaire dans l'obscurité et de travailler pour l'amélioration générale de la vie des détenus. En 1937, il a été attaqué par Burton Phillips par derrière dans la salle à manger qui l'a battu de colère lors d'une grève des travailleurs, mais il a continué à assister aux repas sans surveillance. |
|       | Edwin B. Swope (en)    | 1948–55 | Edwin Burnham Swope (1888–1955) (surnom "Cowboy") était le deuxième directeur d'Alcatraz. Ses postes antérieurs en tant que directeur comprenaient la prison de l'État du Nouveau-Mexique et le pénitencier fédéral de l'île McNeil de l'État de Washington. Il a été décrit comme mesurant environ 1,73 mètre (5 pieds 9 pouces), de carrure élancée et était un fan de courses de chevaux qui s'habillait comme un cow-boy en dehors du service. Il était un disciplinaire strict mais à la différence de son prédécesseur a été considéré le directeur le plus impopulaire d'Alcatraz avec ses officiers et les détenus. |
|       | Paul J. Madigan (en)   | 1955–61 | Paul Joseph Madigan (1897-1974) était le troisième directeur d'Alcatraz. Il avait auparavant été le dernier directeur associé pendant le mandat de James A. Johnston. Il était le seul directeur à avoir gravi les échelons depuis le bas des rangs de la hiérarchie du personnel pénitentiaire, après avoir travaillé à l'origine comme agent de correction à Alcatraz à partir des années 1930. Le 21 mai 1941, Madigan a été la clé pour annuler une tentative d'évasion après avoir été retenu en otage dans le Model Industries Building, ce qui a conduit plus tard à sa promotion en tant que directeur associé. Il était un catholique irlandais corpulent, au visage vermeil, fumeur de pipe et pieux. Contrairement à ses prédécesseurs, Madigan était connu pour être plus indulgent et plus doux dans son approche de l'administration de la prison et était mieux apprécié par le personnel pénitentiaire. |
|       | Olin G. Blackwell (en) | 1961–63 | Olin Guy Blackwell (1915-1986) était le quatrième et dernier directeur d'Alcatraz. Directeur associé de Paul J. Madigan à partir d'avril 1959, Blackwell a été directeur d'Alcatraz à son moment le plus difficile de 1961 à 1963, alors qu'il faisait face à la fermeture en tant que prison en décomposition avec des problèmes de financement, coïncidant avec le moment de l'infâme Juin 1962 évasion d'Alcatraz. Au moment de l'évasion de 1962, il était en vacances au lac Berryessa dans le comté de Napa, et il ne croyait pas que les hommes auraient pu survivre aux eaux et atteindre le rivage. Blackwell était considéré comme le gardien le moins strict d'Alcatraz, peut-être en partie parce qu'il était un gros buveur et fumeur, surnommé "Gypsy" et connu sous le nom de "Blackie" par ses amis. On a dit qu'il était un excellent tireur d'élite qui avait auparavant servi comme directeur associé du pénitencier fédéral de Lewisburg. |

## La vie au pénitencier

### Le règlement du pénitencier
Le pénitencier a établi un régime très strict de règles et de règlements connus sous le titre « les règles et règlements pour le gouvernement et la discipline des établissements pénitentiaires et correctionnels des États-Unis » et a également mis en œuvre une « routine quotidienne de travail et de comptage » que doivent suivre tous le prisonniers mais également les gardiens. Des copies de ces règles ont été fournies aux prisonniers pour qu'ils les lisent et les suivent. Les détenus avaient essentiellement droit à de la nourriture, des vêtements, un abri et des soins médicaux et tout le reste était considéré comme un privilège. Les détenus perçoivent une chemise bleue, un pantalon gris (bleu et blanc les années suivantes), des sous-vêtements longs en coton, des chaussettes et un mouchoir bleu; le port du bonnet étant interdit dans la cellule.
Les détenus devaient obligatoirement se raser dans leur cellule trois fois par semaine. Le fait de tenter de soudoyer, d'intimider ou d'agresser des surveillants pénitentiaires était considéré comme une infraction très grave . Les Afro-Américains ont été séparés des autres lors de leur affectation en cellule du fait de la prévalence des abus raciaux.

### La vie des détenus
Les prisonniers n'avaient aucune intimité pour aller aux toilettes, celles-ci émettant une forte puanteur car elles étaient uniquement rincées à l'eau salée. Les robinets d'eau chaude n'ont été installés qu'au début des années 1960, peu avant la fermeture de l'établissement.
Les cellules devaient être rangées et gardées en bon état. Tout article dangereux trouvé dans les cellules ou sur les détenus, tels que de l'argent, des stupéfiants, des substances intoxicantes ou des outils susceptibles d'infliger des blessures ou d'aider à une tentative d'évasion, était considéré comme de la contrebande et rendait les détenus en possession de ces articles passibles de mesures disciplinaires.
Du papier hygiénique, des allumettes, du savon et du nettoyant étaient distribués dans les cellules les mardis et samedis, et les détenus pouvaient demander de l'eau chaude et une serpillère afin de nettoyer leur cellule. Les barreaux, les fenêtres et les sols de la prison étaient nettoyés quotidiennement. Au cours des premières années d'activité de l'établissement, un code de silence était strictement appliqué mais, à partir des années 1950, ce régime s'assouplit et parler devint autorisé dans la cellule et le réfectoire à condition que les conversations soient calmes et qu'il n'y ait pas de cris, de paroles fortes, de sifflements ou de chants.

### Le déroulement d'une journée
Les prisonniers sont réveillés chaque matin à 6 h 30 et sont envoyés au petit-déjeuner à 6 h 55. À leur retour dans leur cellule, ils doivent la ranger et placer la corbeille à papier à l'extérieur. À 7 h 30, les quarts de travail débutent pour les détenus privilégiés qui en bénéficient, ponctués d'un coup de sifflet, les détenus devant passer sous un détecteur de métaux lors de chaque quart. S'ils sont affectés à un travail, les prisonniers doivent accepter ce travail. Les prisonniers n'étant pas autorisés à avoir de l'argent liquide en leur possession, les salaires sont versés sur un fonds de placement destiné à chaque prisonnier.
Certains des prisonniers ont été affectés à des tâches avec les gardes et les contremaîtres dans la blanchisserie, l'atelier de tailleur, l'atelier de cordonniers, l'atelier de modèles, etc. et dans le jardinage et le travail. Fumer, un privilège, était autorisé sur le lieu de travail à condition que ce ne soit pas dangereux, mais les détenus n'étaient pas autorisés à fumer entre la cour de récréation et le travail. Le déjeuner était servi à 11h20, suivi d'un repos de 30 minutes en cellule, avant de reprendre le travail jusqu'à 16h15.
Le dîner est servi à 16 h 25 après quoi les prisonniers retournent dans leurs cellules pour être enfermés pour la nuit à 16 h 50. Les lumières sont éteintes à 21 h 30 . Après le verrouillage des cellules pour la nuit, 6 gardes patrouillent généralement dans les quatre blocs de détention. De nombreux prisonniers ont comparé leur séjour à Alcatraz à l'enfer et auraient préféré la mort à une incarcération continue[réf. à confirmer].

## Le bâtiment cellulaire

### Le Bloc A

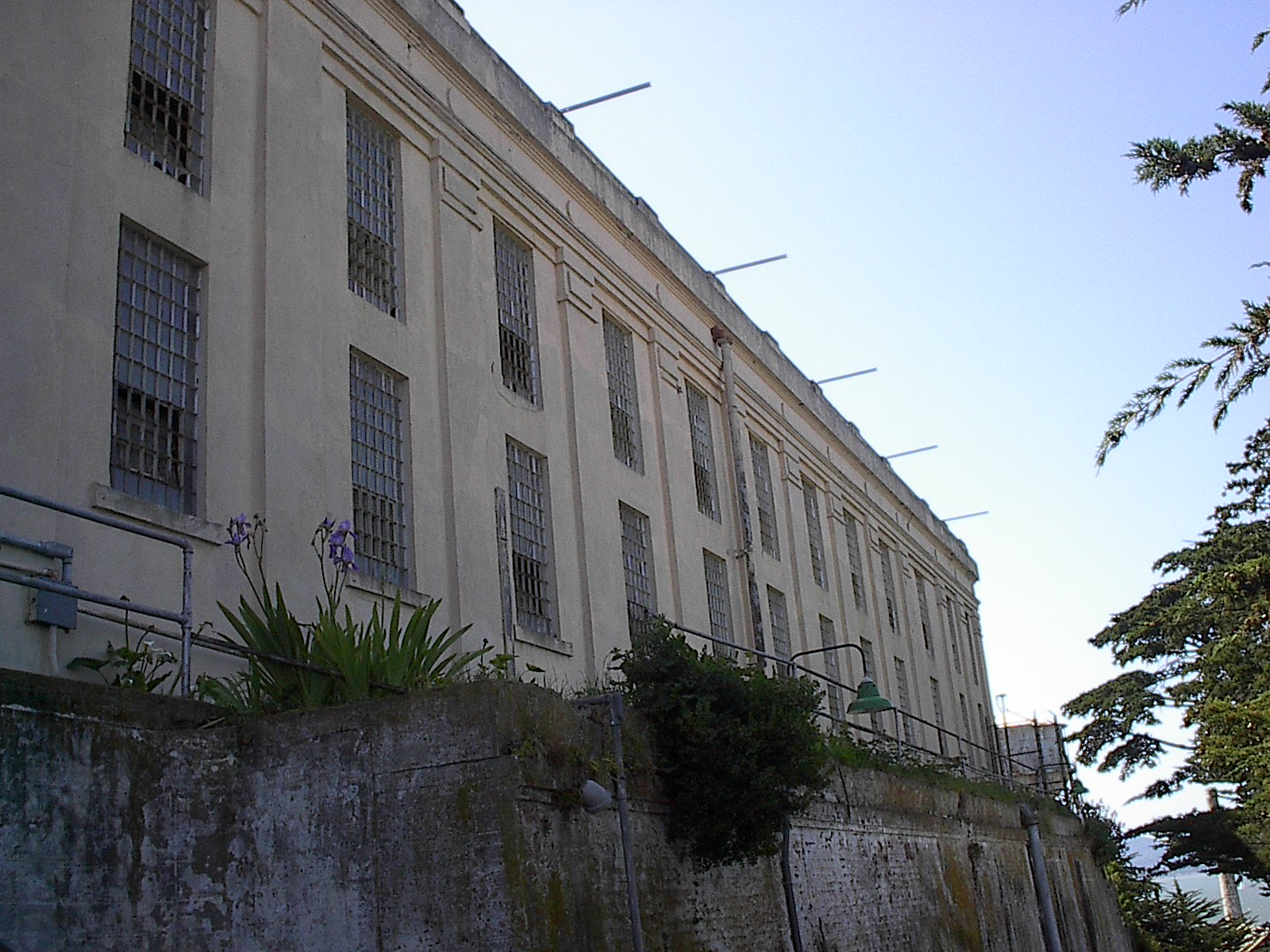
Façade du bâtiment cellulaire.

Le Bloc A n'a jamais été modernisé, il a donc conservé ses « barres de fer plates à sangles, ses serrures à clé et ses escaliers en colimaçon » issus de la prison militaire d'origine. Aucun prisonnier n'y a été détenu en permanence pendant les années où Alcatraz était un pénitencier fédéral. Cependant, plusieurs prisonniers y ont été détenus brièvement avant une audience ou un transfert. Au cours des dernières années, le Bloc A est principalement utilisé pour le stockage. Durant sa période d'activité, une bibliothèque y est également créée afin de permettre aux détenus de taper des documents juridiques. Un petit salon de coiffure est également situé au bout du Bloc A où les détenus pouvaient se faire couper les cheveux tous les mois.

### Le Bloc B
La plupart des nouveaux détenus d'Alcatraz ont été affectés au deuxième niveau du Bloc B. Ils se voyaient alors attribuer un « statut de quarantaine » pendant leurs trois premiers mois de détention à Alcatraz et n'étaient pas autorisés à recevoir de visites pendant au moins 90 jours,. Les détenus avaient droit à un visiteur par mois, mais tout détenu susceptible de causer des problèmes, tels que les « criminels enregistrés », sont interdits de visite. De plus, les lettres reçues par les détenus sont d'abord vérifiées par le personnel pénitentiaire, pour voir s'ils pouvaient déchiffrer des messages secrets . Frank Morris et ses camarades évadés se sont échappés d'Alcatraz lors de l'évasion de juin 1962 d'Alcatraz en entrant dans un couloir de service situé derrière le Block B :120.

### Le Bloc C

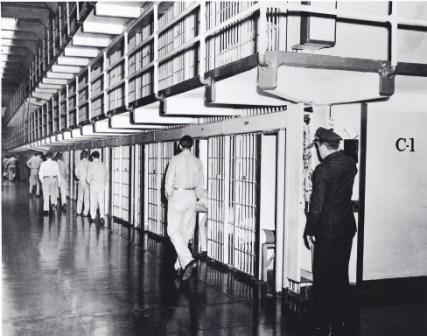
Bloc C.

Broadway sépare le Bloc B et le Bloc C et les prisonniers gardés le long de celui-ci avaient le moins d'intimité dans la prison. Ce couloir est considéré comme le plus utilisé.
Le couloir entre le Bloc C et la bibliothèque était surnommé Park Avenue.

### Le Bloc D

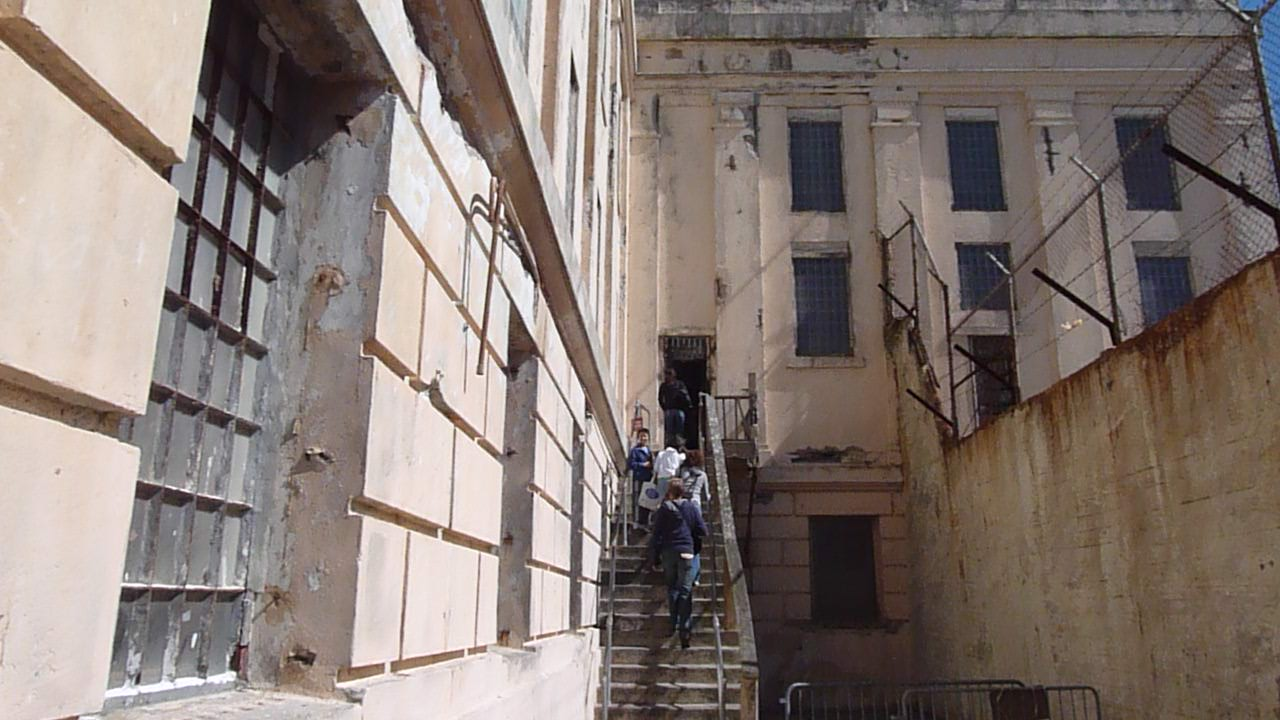
Une vue extérieure vers la fin du D-Block, la salle à manger et la cuisine sont à gauche.

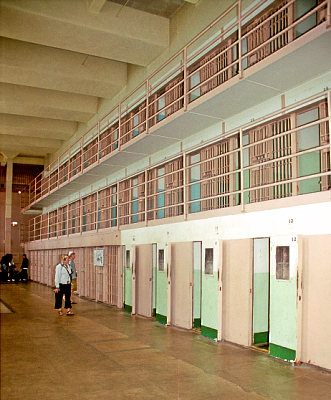
Bloc D.

Pour les détenus ayant transgressé les règles, les pires cellules de confinement utilisée comme punitions sont situées à l'extrémité du Bloc D, dans les cellules 9 à 14, ces cellules étant connues sous le nom du « Trou » (en anglais : The Hole). Les détenus enfermés dans le « Trou » sont limités à une seule douche de 10 minutes et à une heure d'exercice dans la cour de promenade par semaine . Les cinq cellules du « Trou » disposent uniquement d'un lavabo et de toilettes. Parmi ces cellules particulièrement dures, la dernière cellule, surnommée « l'Orientale » (en anglais : The Oriental) ou « Strip Cell », est considérée comme la pire de toutes et ne contient rien d'autre qu'un trou dans le sol comme toilette. Dans cette cellule, les prisonniers sont souvent confinés nus sans rien d'autre pendant deux jours . Les gardiens contrôlent la chasse d'eau des toilettes dans la dernière cellule.
Après avoir purgé sa punition dans le « Trou », le prisonnier peut alors retourner dans sa cellule mais est désormais étiqueté. Une étiquette rouge, troisième niveau, désigne un prisonnier qui n'était pas autorisé à quitter sa cellule pendant peut-être 3 mois. Au deuxième niveau, les prisonniers peuvent recevoir des lettres, et si après 30 jours ils conservent un bon comportement, tous les privilèges de la prison leur sont restitués.

### Les couloirs du bâtiment cellulaire

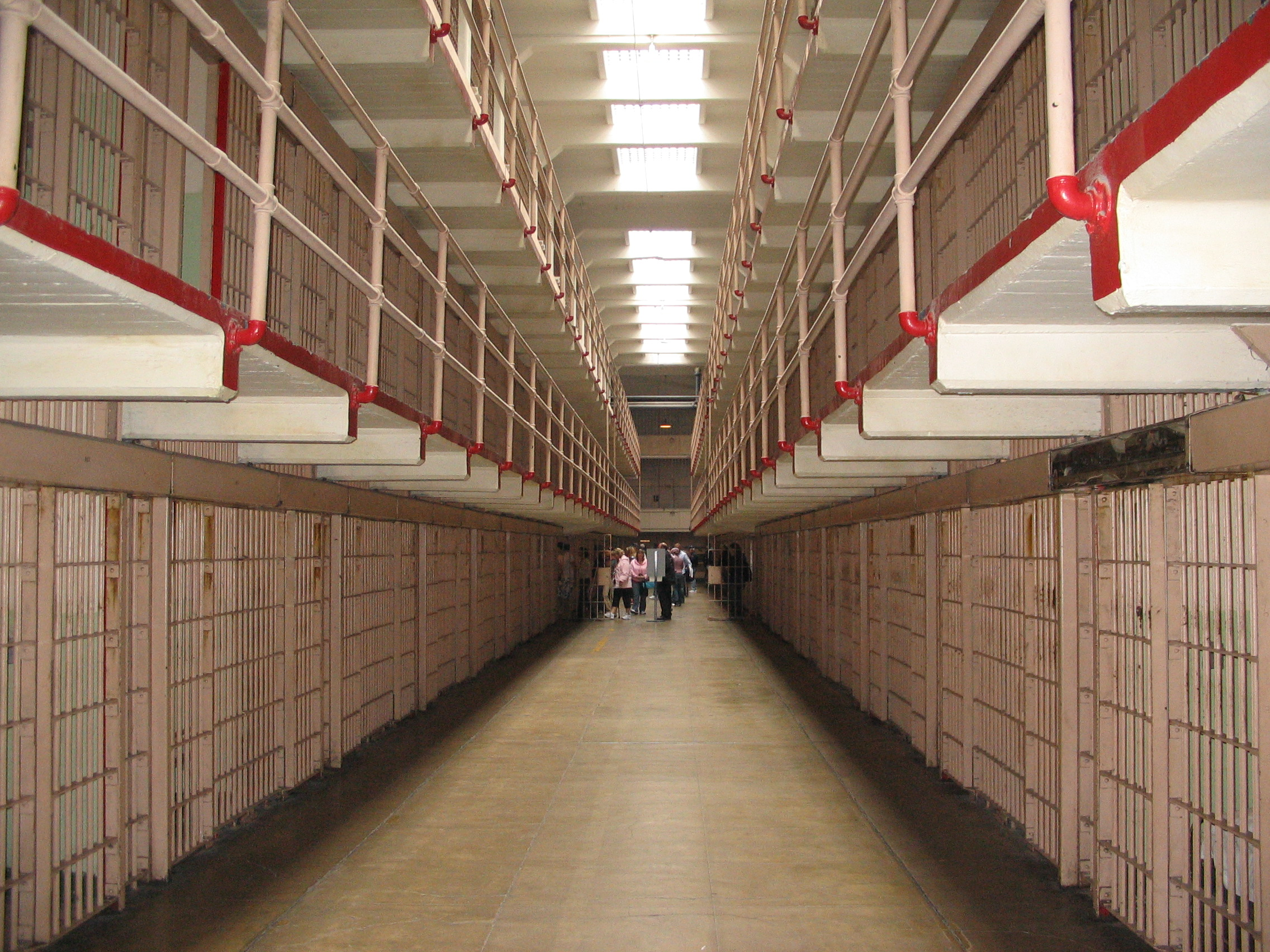
"Broadway".

Le bâtiment cellulaire d'Alcatraz dispose d'un système de dénomination des coursives nommé d'après les principales rues et monuments américains. Michigan Avenue correspond ainsi à la coursive située sur le côté du Bloc A. Broadway correspond la coursive centrale dans lequel les détenus se rassemblent pour ensuite de traverser Times Square (une zone avec une horloge sur le mur), avant d'entrer dans le réfectoire pour leurs repas. Broadway sépare le Bloc B et le Bloc C et les prisonniers gardés le long de celui-ci avaient le moins d'intimité dans la prison.
Le couloir entre le Bloc C et la bibliothèque était surnommé Park Avenue. Le couloir du Bloc D était surnommé Sunset Strip. Des galeries d'armes à feu se trouvaient à la fin de chaque bloc, y compris les galeries d'armes à feu ouest et est :76.

### Les cellules

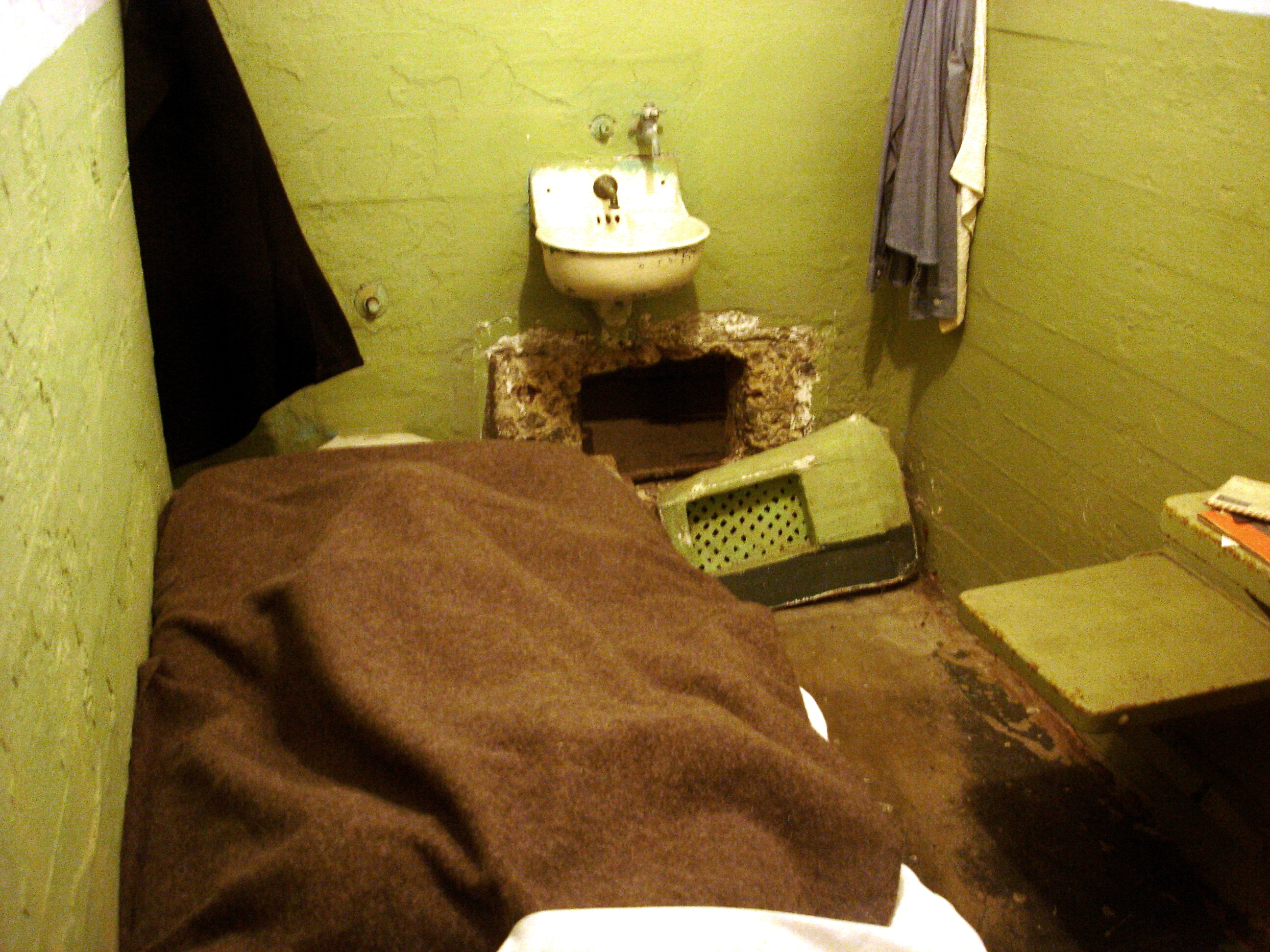
Cellule d'Alcatraz dont la bouche d'aération a été ciselée.

Le registre des détenus révèle qu'il y a eu au total 1 576 prisonniers détenus à Alcatraz durant sa période d'activité en tant que pénitencier fédéral, bien que les chiffres rapportés aient varié et que certains aient déclaré 1 557 . Les cellules de la prison, délibérément conçues pour qu'aucune ne soit contiguë à un mur extérieur, mesuraient généralement 9 pieds (2,74 m) de long sur 5 pieds (1,52 m) de large et 7 pieds (2,13 m) de haut.
L'équipement des cellules était minimaliste, chaque cellule disposant d'un lit, d'un bureau, d'un lavabo et de toilettes installées sur le mur du fond, et peu d'équipement supplémentaire à l'exception d'une couverture. Une bouche d'aération, mesurant 6 pouces (15,24 cm) de large pour 9 pouces (22,86 cm) de long et recouverte d'une grille métallique, se trouvait au fond des cellules et débouchait sur les couloirs de service.

### Le sous-sol
Le sous-sol de la prison d'Alcatraz est constitué de cachots et des douches. L'escalier principal menant aux cachots se trouve le long de Sunrise Alley sur le côté du Bloc A, mais les cachots sont également accessibles par un escalier accessible par une trappe située le long du couloir du Block D.

« Sa taille était approximativement celle d'une cellule ordinaire de 9 pieds sur 5 pieds sur environ 7 pieds de haut. Je pourrais juste toucher le plafond en étendant mon bras [...] Vous êtes déshabillé et poussé dans la cellule. Les gardes prennent vos vêtements et les examinent minutieusement pour voir si quelques grains de tabac sont tombés dans les poignets ou les poches. Il n'y a pas de savon. Pas de tabac. Pas de brosse à dents, L'odeur - eh bien, vous ne pouvez la décrire que par le mot « puanteur ». C'est comme entrer dans un égout. C'est nauséabond. Après avoir fouillé vos vêtements, ils vous les jettent. Pour la literie, vous obtenez deux couvertures, vers 5 heures du soir. Vous n'avez pas de chaussures, pas de lit, pas de matelas, rien que les quatre murs humides et les deux couvertures. Les murs sont peints en noir. Une fois par jour, j'ai reçu trois tranches de pain - non - c'est une erreur. Certains jours, j'ai eu quatre tranches. J'ai eu un repas en cinq jours, et rien d'autre que du pain entre les deux. Au cours des treize jours où j'étais là-bas, j'ai pris deux repas [...] Je n'ai vu qu'un seul homme prendre un bain à l'isolement, pendant tout le temps que j'ai passé là-bas. Cet homme avait un seau d'eau froide jeté sur lui. »

— Henri Young témoignant de ses expériences dans "Le Trou" à Alcatraz durant son séjour en 1941 

## Les installations accessibles aux détenus

### Le réfectoire
Le réfectoire d'Alcatraz (en anglais : Alcatraz Dining Hall également appelée « Mess Hall ») est le lieu où les prisonniers et le personnel prenaient leurs repas. Il s'agit d'une longue aile située à l'extrémité ouest du bâtiment cellulaire principal, au centre de l'île. Le réfectoire est relié au bâtiment cellulaire par un couloir surnommé « Times Square », car il passe sous une grande horloge située de l'entrée de la salle à manger:93. Cette aile comprend la salle à manger et la cuisine installée au-delà. Au deuxième étage du bâtiment se trouve l'hôpital et l'auditorium, où des films étaient projetés le week-end aux détenus.
Le protocole mis en place afin de permettre aux détenus d'accéder au réfectoire est un processus scénarisé, comprenant un système de sifflet pour indiquer quel bloc et quel niveau d'hommes entreraient et sortiraient de la salle à un moment donné, qui s'assoit où, à quel endroit placer les mains et quand commencer à manger. Les prisonniers sont réveillés à 6 h 30 et envoyés au petit-déjeuner à 6 h 55.
Un menu du petit-déjeuner, daté du 21 mars 1963, est toujours affiché sur le panneau situé dans le couloir. Le menu du petit-déjeuner comprend un assortiment de céréales sèches, du blé entier cuit à la vapeur, un œuf brouillé, du lait, des fruits cuits, du pain grillé, du pain et du beurre. Le déjeuner est servi au réfectoire à 11 h 20, suivi d'un repos de 30 minutes en cellule, avant de reprendre le travail jusqu'à 16 h 15.
Le dîner est servi à 16 h 25 et les prisonniers se rendent ensuite dans leurs cellules à 16 h 50 pour y être enfermés pour la nuit. Les détenus sont autorisés à manger autant qu'ils voulaient en 20 minutes, à condition de ne laisser aucun déchet. Les déchets sont signalés et peuvent faire en sorte que le détenu soit sujet à une suppression de privilèges s'il en avait pris l'habitude .
À la fin de chaque repas, les fourchettes, cuillères et couteaux étaient disposés sur la table et soigneusement comptés pour s'assurer que rien n'avait été pris comme arme potentielle. Il était interdit aux prisonniers de parler en mangeant, bien que beaucoup le fassent discrètement ; les plans d'évasion étaient souvent présentés de cette façon .
Chaque table où se déroule les repas dispose de bancs pouvant accueillir jusqu'à six détenus, mais des tables plus petites accompagnées de chaises et pouvant accueillir quatre personnes les ont par la suite remplacé. L'ensemble de la population carcérale, y compris les gardiens et les fonctionnaires, dîne ensemble, ce qui pouvait représenter ainsi plus de 250 personnes . La nourriture servie à Alcatraz aurait été considérée comme la meilleure du système pénitentiaire américain.
Le premier directeur, James A. Johnston (en), est toujours entré dans la salle à manger seul et sans armes, en raison de la forte garde autour de lui. Plusieurs émeutes ont éclaté dans la salle à manger dans l'histoire d'Alcatraz. Les prisonniers qui n'étaient pas impliqués dans les combats se cachaient sous les tables de la salle à manger pour échapper à d'éventuels coups de feu.

### La cour de promenade

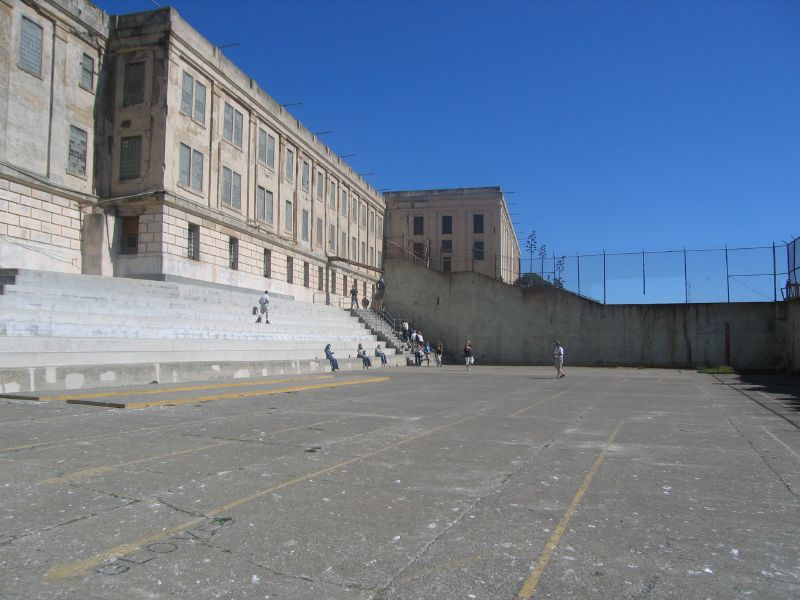
Cour de promenade.

La cour de promenade (en anglais : Recreation Yard) est utilisée par les détenus de la prison entre 1934 et 1963. Il est situé en face de la salle à manger à l'extrémité sud du bloc D. Elle fait face au continent et est située sur un niveau surélevé. Elle est entourée d'un haut mur et surmontée d'une clôture ,. La tour de garde numéro 3 se trouve juste à l'ouest de la cour. Une armurerie est également située dans la cour, étant installée sur l'un des murs extérieurs du réfectoire.
En 1936, la cour auparavant recouverte de terre a été pavée. La cour de promenade ainsi que d'autres parties de la prison sont entourées d'une clôture d'une hauteur de 25 pieds (7,62 m) surmontée de fil de fer barbelé, afin que les détenus ne puissent pas s'évader pendant la promenade.
La cour est le théâtre de la tentative d'évasion la plus violente d'Alcatraz survenue en mai 1946 lorsqu'un groupe de détenus a ourdi un complot afin d'obtenir la clé de la cour de promenade, tuer les gardes de la tour, prendre des otages et les utiliser comme boucliers pour atteindre le quai. Pendant l'occupation d'Alcatraz de 1970, entre 400 et 700 amérindiens se rassemblent dans la cour pour y manifester.
Les détenus étaient autorisés à sortir dans la cour les samedis et dimanches et les jours fériés pour un maximum de 5 heures . Les détenus qui travaillaient sept jours sur sept dans la cuisine étaient récompensés par de courtes pauses dans la cour pendant les jours de semaine. Les détenus ayant un mauvais comportement risquaient de se voir retirer leur droit d'accès à la cour le week-end. Les prisonniers d'Alcatraz ont été autorisés à jouer à des jeux tels que le baseball, le softball et d'autres sports à ces moments et à des jeux intellectuels tels que les échecs.
En raison de la petite taille de la cour et du « losange » (terrain de baseball) situé au bout de celle-ci, une section du mur située derrière la première base a dû être rembourrée afin d'amortir l'impact des détenus qui la traversaient. Les détenus recevaient des gants, des battes et des balles, mais pas de tenues (en). En 1938, il y avait quatre équipes amateurs, les Bees, Oaks, Oilers et Seals, nommées d'après les clubs de la Ligue mineure, et quatre équipes de ligue nommées d'après les clubs de la Ligue majeure, les Cardinals, les Cubs, les Giants et les Tigers. Le braqueur de banque et kidnappeur Volney Davis (en) était un as du lancer pour les Oilers, tandis que Lorenzo Murrietta, qui purgeait une peine de 40 ans pour agression et vol, était le meilleur frappeur de la ligue d'Alcatraz. Il avait une moyenne au bâton de .402, avec 9 circuits et 45 points produits pour les Cardinals.
De nombreux détenus passaient leur week-ends dans les cours pour converser entre eux et discuter de la criminalité, ce qui constituaient les seules véritables opportunités qu'ils avaient pendant la semaine pour une conversation durable. Mais bien que de nombreux détenus aient apprécié l'occasion de faire de l'exercice le week-end, des violences, souvent liés à des conflits raciaux, se sont produites. Une émeute notable s'est ainsi produite le 20 mai 1956, à la suite de railleries raciales sur le terrain entre un prisonnier blanc et noir lors d'un match de softball.

### La bibliothèque

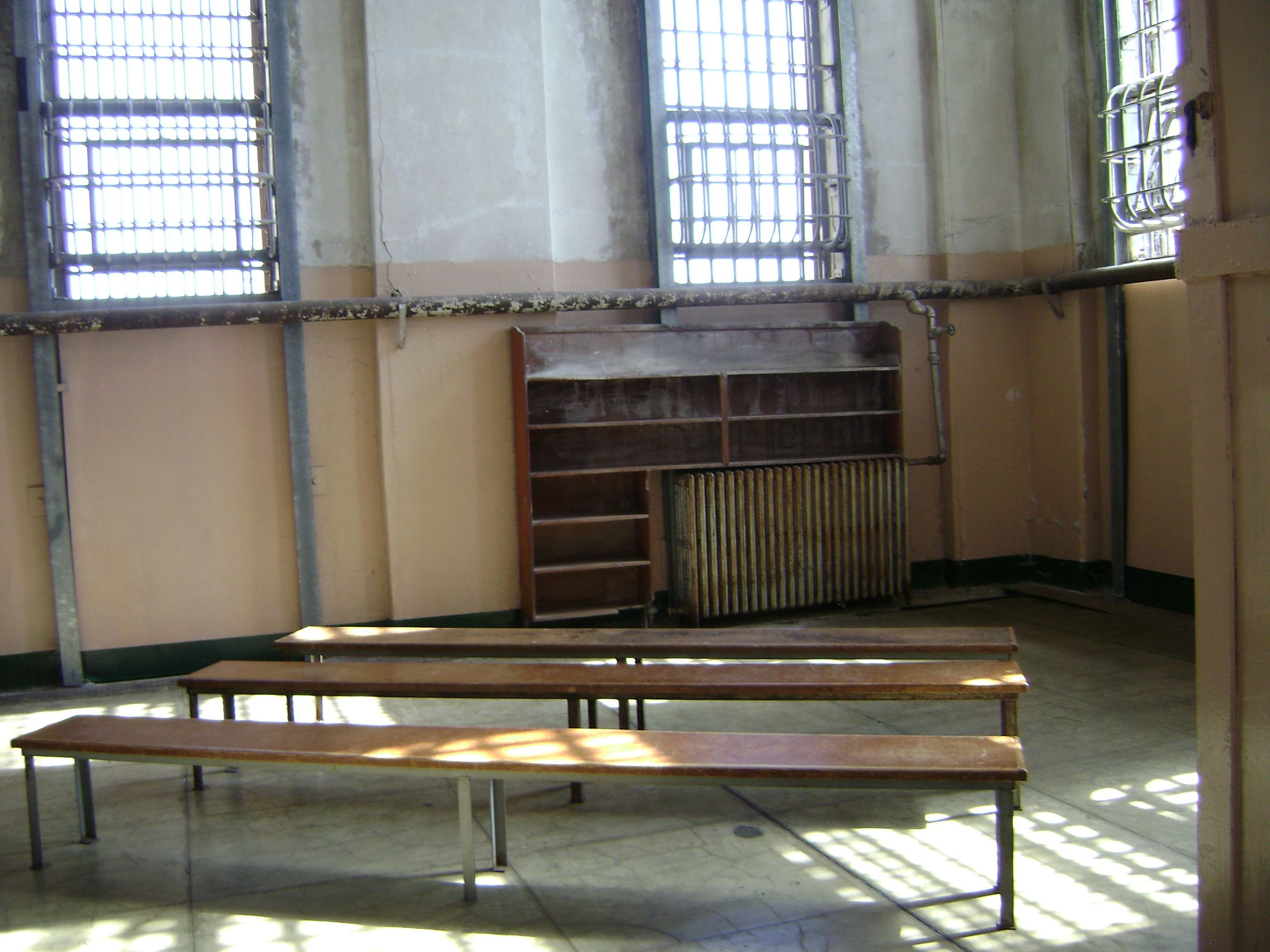
Bibliothèque d'Alcatraz.

La bibliothèque d'Alcatraz est située à l'extrémité du Bloc D. En arrivant à Alcatraz, chaque détenu reçoit une carte de bibliothèque et un catalogue de livres disponibles dans la bibliothèque. Les détenus peuvent passer des commandes en déposant un bordereau avec leur carte dans une boîte située à l'entrée de la salle à manger avant le petit-déjeuner, et les livres sont déposés vers et récupérés depuis leur cellule par un bibliothécaire .  La bibliothèque, qui utilise un système de pagination à pile fermée, disposait d'une collection de 10 000 à 15 000 livres, datant principalement de l'époque de l'occupation du site par l'armée  .
Les détenus peuvent disposer d'un maximum de trois livres ainsi que de douze manuels, d'une Bible et d'un dictionnaire. Ils sont autorisés à s'abonner à des magazines, mais les pages liées à la criminalité sont systématiquement arrachées et les journaux sont interdits. Le sexe, le crime et la violence sont censurés dans tous les livres et magazines, la bibliothèque étant en outre dirigée par un aumônier qui réglementait la censure et la nature de l'offre de lecture proposée afin de s'assurer que le matériel était sain.  . Le fait de ne pas rendre les livres à la date indiquée rendait le détenu passible de la suppression de ses privilèges.
Le détenu moyen lit entre 75 et 100 livres par an. Chaque soir, les détenus lisent généralement des livres prêtés à la bibliothèque. Une période variant entre une heure ou 75 minutes est en outre consacrées à la pratique d'instruments de musique, allant de la guitare à l'accordéon. Un orchestre de prison s'exerce souvent dans le réfectoire ou l'auditorium situé au-dessus. Al Capone a ainsi pratiqué le banjo dans les douches, bien que la plupart des prisonniers aient été limités à jouer seuls dans leurs cellules .
Une pancarte apposée dans la bibliothèque affiche aujourd'hui un extrait de la brochure du Bureau fédéral des prisons datant de 1960 : « Ces hommes lisent plus de littérature sérieuse que la personne ordinaire de la communauté. Les philosophes tels que Kant, Schopenhauer, Hegel, etc. sont particulièrement populaires.». D'autres auteurs tels que Jack London, Sinclair Lewis, Washington Irving, Zane Gray, Hamlin Garland, Alexandre Dumas, Daniel Defoe, Joseph Conrad, Miguel de Cervantes et des magazines tels que Adventure to Time, Better Homes and Gardens et Library Digest sont également lus.
Une bibliothèque de droit a par la suite été installée dans le Bloc A.

## Autres bâtiments

### La maison du directeur

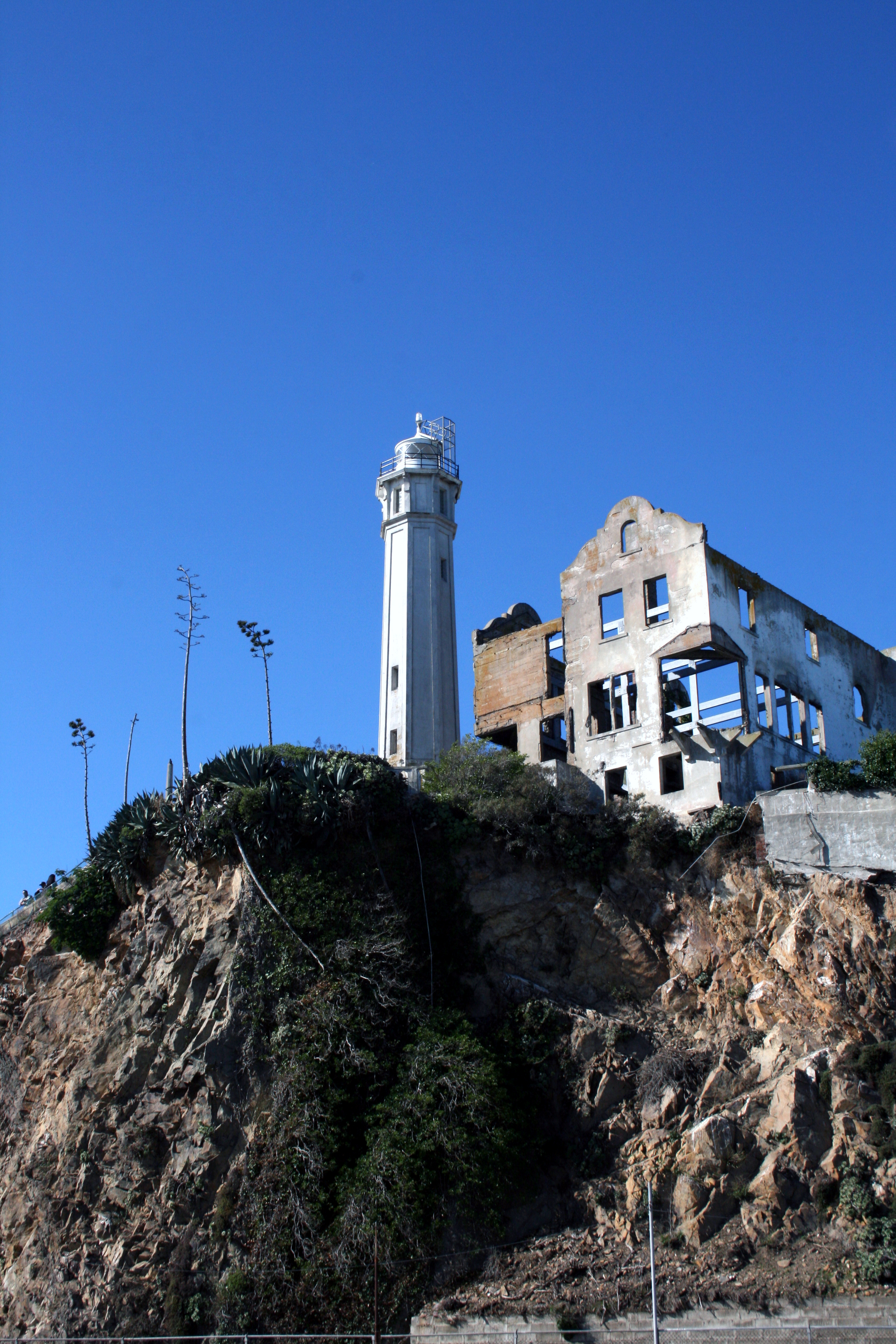
La maison du directeur et le phare.

La maison du directeur d'Alcatraz est située à l'extrémité nord-est du bâtiment cellulaire principal, à côté du phare d'Alcatraz. Il s'agit d'un manoir comptant 3 étages et composé de 15 chambres. Selon le panneau de signalisation de la Golden Gate National Recreation Area, il aurait été construit en 1921, bien que certaines sources indiquent qu'il a été construit en 1926 ou 1929 et disposait de 17 ou 18 chambres.
Entre 1934 et 1963, les quatre directeurs d'Alcatraz résident dans cette maison, dont le premier directeur, James A. Johnston (en). Une maison de luxe, en contraste frappant avec la prison à côté, les gardiens y organisaient souvent de somptueux cocktails.  Le poteau indicateur à l'endroit montre une photographie d'un détenu de confiance faisant des corvées à la maison pour le directeur et que la maison avait un jardin en terrasse et une serre. Le manoir avait de hautes fenêtres, offrant de belles vues sur la baie de San Francisco. 
La maison du directeur disposait d'une serre à laquelle les détenus pouvaient avoir accès pour y travailler, ce qui représentait une grande marque de confiance pour un détenu.
Aujourd'hui, la maison est une ruine, après avoir été incendiée par les membres amérindiens de l'American Indian Movement lors de l'occupation d'Alcatraz survenue le 1er juin 1970 et ce malgré leur tentative d'éteindre l’incendie.
La pente située sous la maison du directeur a fait l'objet d'un renforcement structurel du fait de sa détérioration.

### Le bâtiment 64

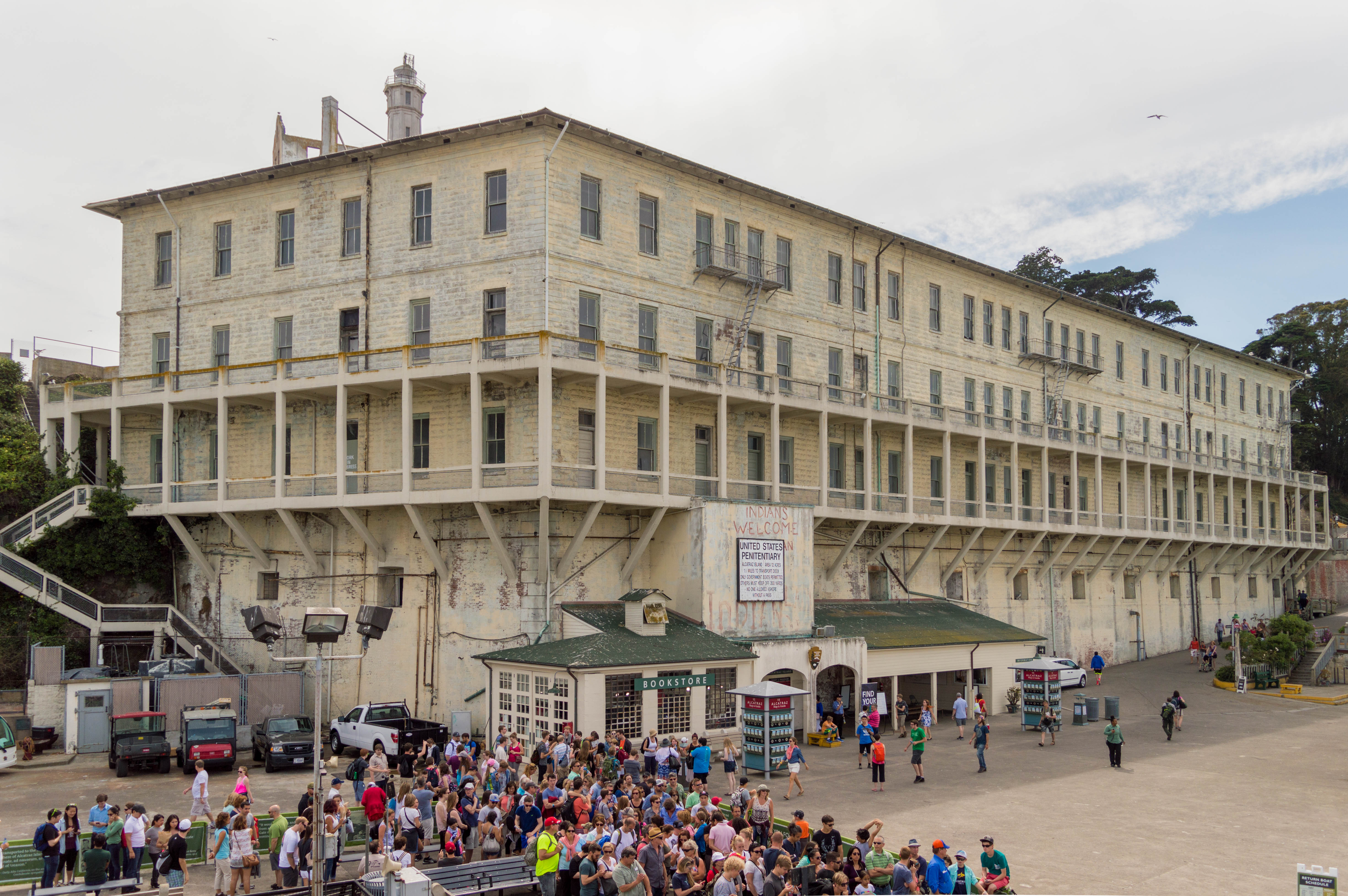
Le bâtiment 64.

Les appartements résidentiels du bâtiment 64 ont été le premier bâtiment construit sur l'île d'Alcatraz, entièrement destiné à accueillir les officiers militaires et leurs familles vivant sur l'île. Situé à côté du quai sur le côté sud-est de l'île, en dessous de la maison du directeur, l'immeuble de trois étages est construit en 1905 sur le site d'une caserne de l'armée américaine qui existait depuis les années 1860. Il a été utilisé comme caserne de la garde militaire de 1906 à 1933. L'un de ses plus grands appartements situé dans le coin sud-ouest du bâtiment, était connu sous le nom de « Cow Palace » tandis qu'une ruelle voisine était connue sous le nom de « Chinatown ».
Pendant les périodes d'activité de la prison fédérale, à partir de 1934, le bâtiment se dégrade progressivement jusqu'à atteindre un état de délabrement avancé, alors que de nouveaux quartiers d'habitation sont construits sur le terrain de parade. Mais la plupart des familles arrivant sur l'île continuent à habiter dans le bâtiment 64 tant qu'un logement n'est pas disponible dans les nouveaux quartiers d'habitation. La plupart des autres quartiers d'habitation ont été démolis après la fermeture du pénitencier, mais le bâtiment 64 demeure et a depuis été rénové. Pendant l'Occupation d'Alcatraz, en 1970, les Amérindiens ont dessiné des graffitis en rouge autour du panneau « Pénitencier des États-Unis » indiquant « Indiens bienvenus » et « Terre indienne ». Une librairie a également été installée au rez-de-chaussée sur le côté gauche du bâtiment[réf. nécessaire].

### LeSocial Hall

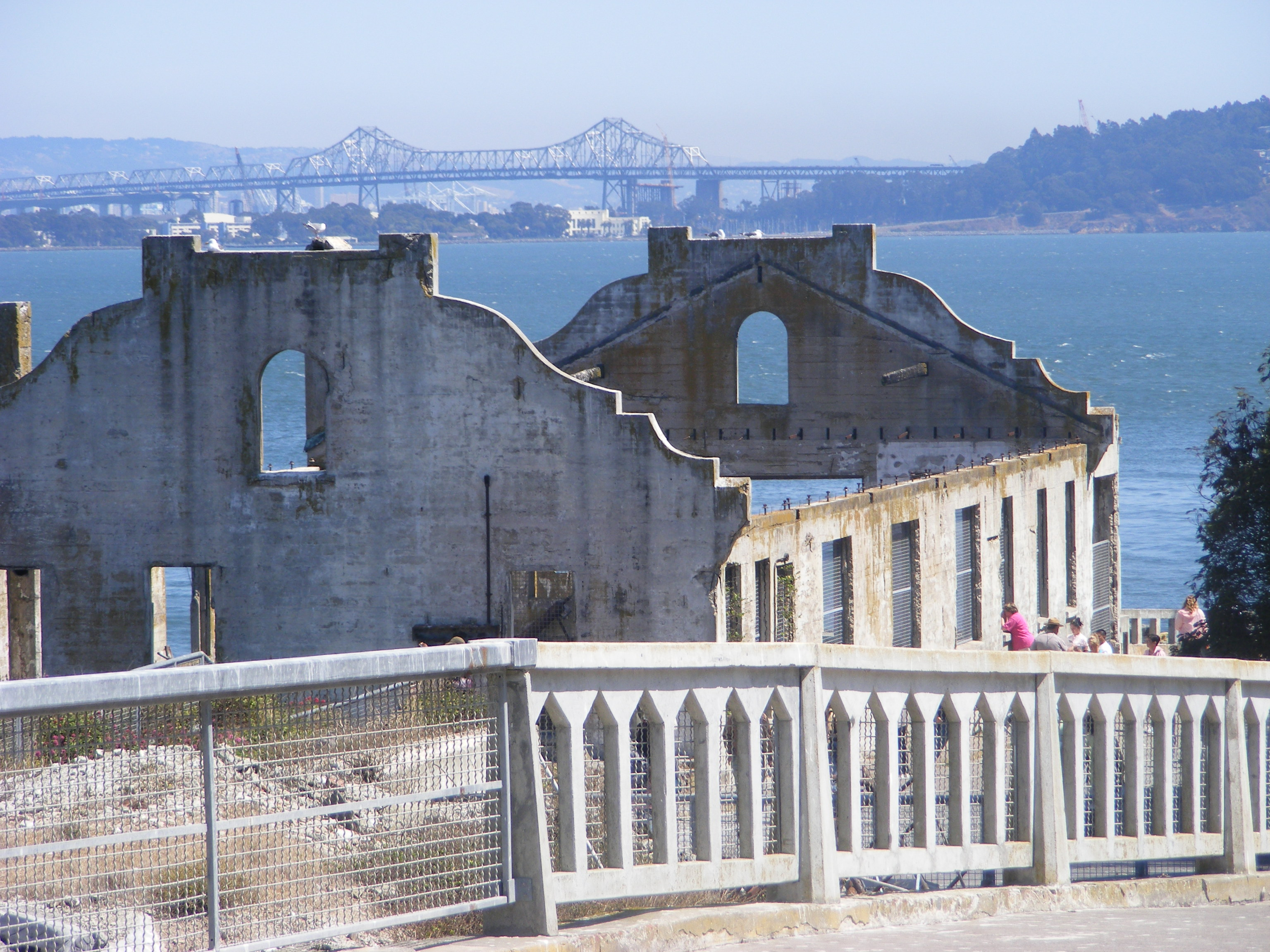
La salle sociale en ruine d'Alcatraz.

Le Social Hall, également connu sous le nom d'Officers' Club, était un club social situé du côté nord-ouest de l'île. Situé à proximité de la centrale électrique, du château d'eau et l'ancienne chapelle militaire, il abritait précédemment les services de l'économat. Le club était un lieu social pour les travailleurs du pénitencier fédéral et leurs familles vivant sur l'île afin de leur permettre de se détendre après avoir enfermé les prisonniers d'Alcatraz à 17 h 30,. Le bâtiment est incendié par les Amérindiens pendant l'Occupation d'Alcatraz en 1970, ne laissant qu'une ruine qui existe encore aujourd'hui.
Le club dispose d'un petit bar, d'une bibliothèque, d'une grande salle à manger, d'une piste de danse, d'un billard, d'une table de ping-pong et d'un bowling à deux pistes. Il constituait le centre de la vie sociale sur l'île pour les employés du pénitencier,,. Il accueille régulièrement des dîners, des événements de bingo et, à partir des années 1940, projetant des films tous les dimanches soirs après avoir été diffusés aux détenus pendant la journée du samedi et du dimanche,.
Le club était responsable de l'organisation de nombreux événements spéciaux sur l'île (tenus dans la salle ou sur le terrain de parade) et de la collecte de fonds qui y était associée, des fêtes de la crème glacée et de la pastèque aux déguisements d'Halloween et aux fêtes de Noël,.

### La centrale électrique

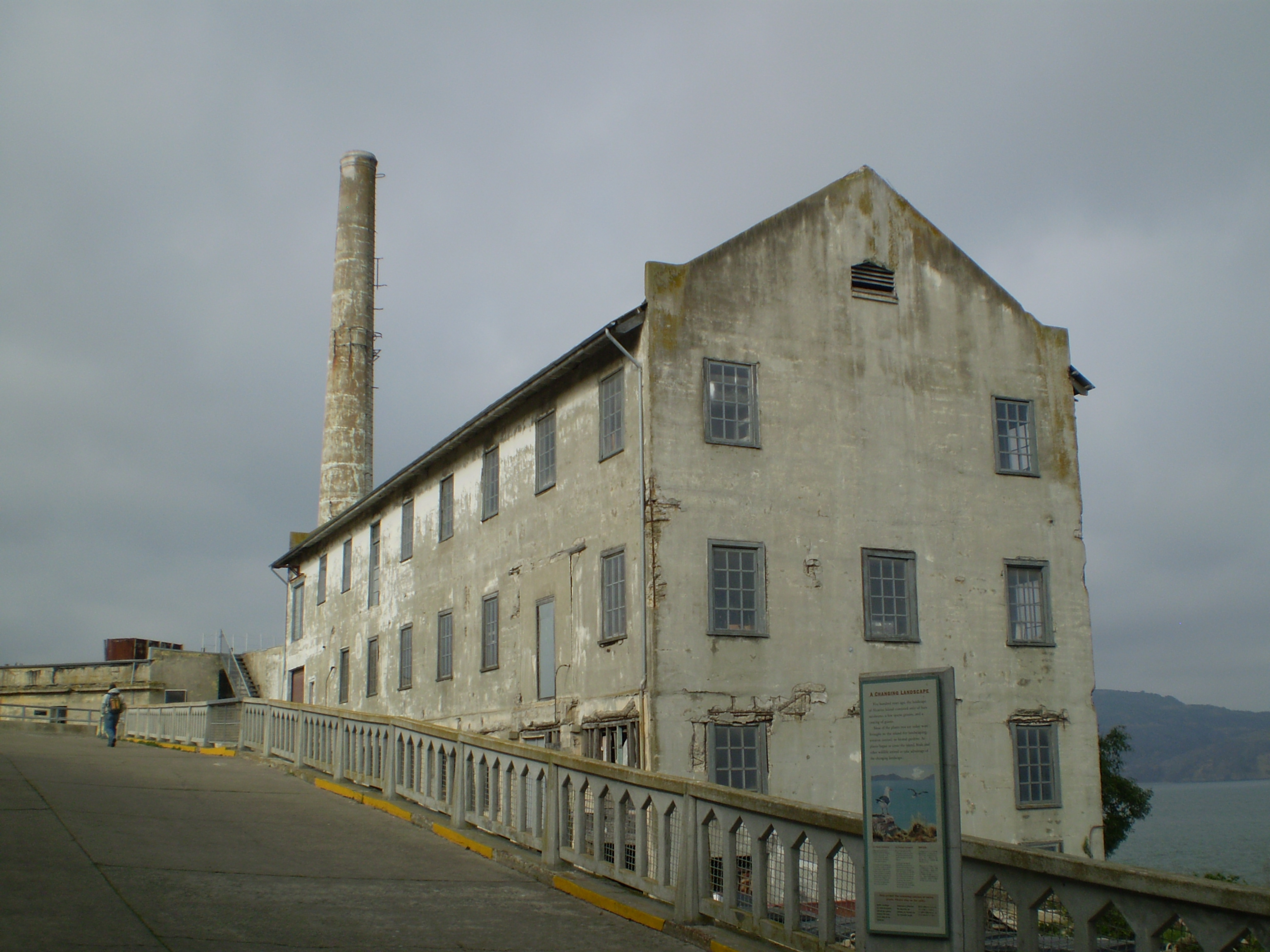
Centrale électrique d'Alcatraz.

La centrale électrique est située sur la côte nord-ouest de l'île d'Alcatraz. Elle a été construite en 1939, le montant des travaux s'élevant à 186 000 $ et s'inscrivant dans le cadre d'un programme de modernisation d'un montant global de 1,1 million $. Ces investissements comprenaient également le château d'eau, le New Industries Building, les quartiers des officiers et la rénovation du Bloc D. On a dit que la cheminée et le phare blancs de la centrale électrique donnaient « l'apparence d'un mât de navire de chaque côté de l'île ». Un panneau indiquant « Avertissement. Restez à l'écart. Seul le gouvernement autorisé à moins de 200 mètres » se trouvait devant la centrale électrique pour dissuader les personnes d'atterrir sur la pointe de l'île.
Entre 1939 et 1963, il alimentait en électricité le pénitencier fédéral et d'autres bâtiments de l'île. La centrale avait un poste d'affectation dans la tour qui était gardé par un « fusil Winchester de calibre 30 avec 50 cartouches, un pistolet semi-automatique Colt M1911 avec trois chargeurs à sept cartouches, trois grenades à gaz et un masque à gaz ».

### Le château d'eau d'Alcatraz

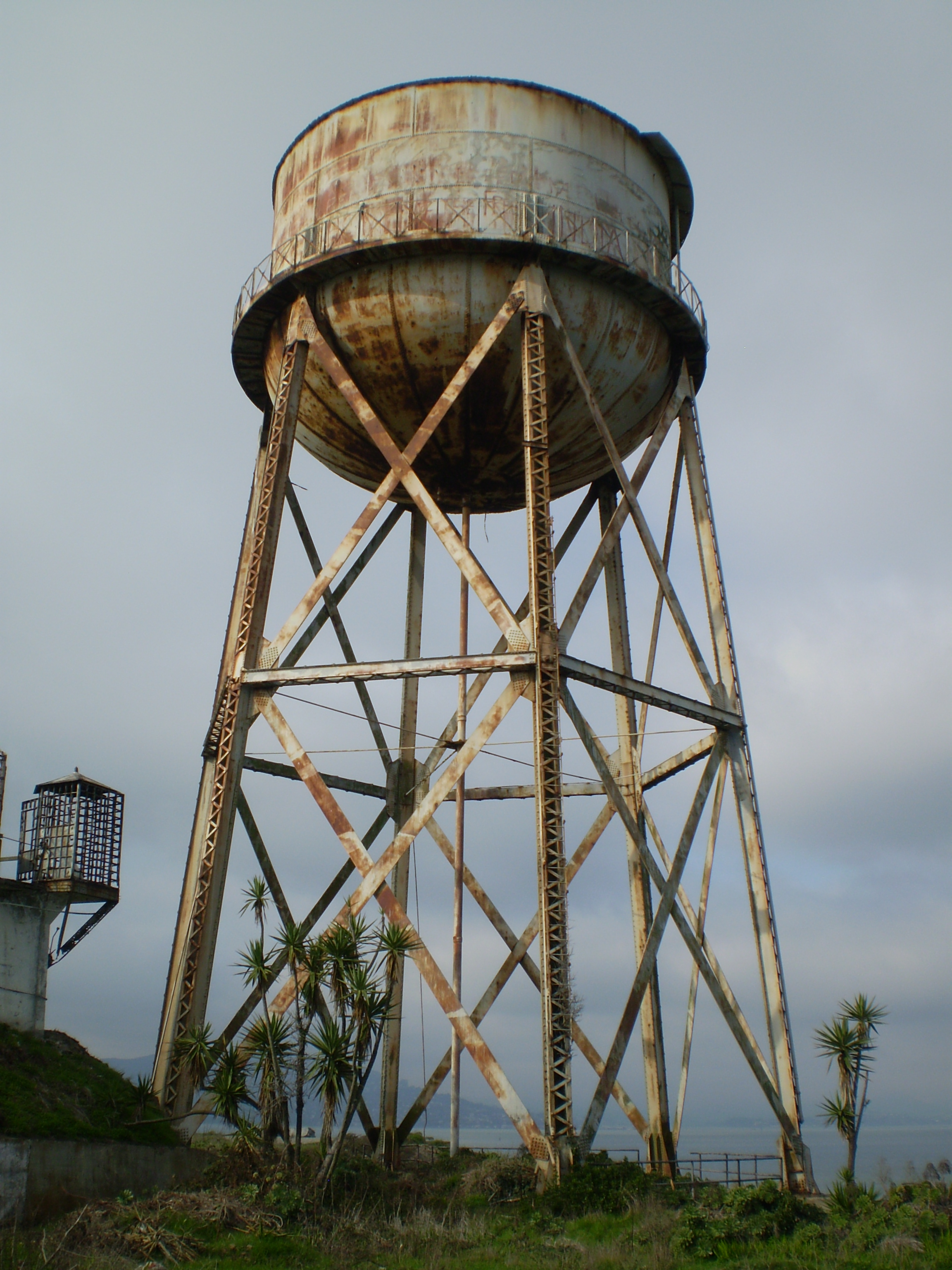
Le château d'eau en 2008, visiblement rouillé.

Le château d'eau est situé sur le côté nord-ouest de l'île, près de la tour n°3, au-delà de la morgue  et de la cour de promenade. Le réservoir d'eau est situé sur six pieds en acier entretoisés et immergés dans des fondations en béton.
Comme Alcatraz n'avait pas d'approvisionnement en eau propre, elle doit être importée du continent et amenée par remorqueur et barge. Pendant la période d'occupation militaires de l'île, des réservoirs d'eau souterrains et des réservoirs d'eau étaient disposés sur le toit de la citadelle. Le château d'eau a été construit en 1940-1941 par le Bureau fédéral des prisons, après que l'île ait bénéficié d'une subvention gouvernementale de rénovation pour fournir la majorité de l'eau douce de l'île.
Le château d'eau constitue le plus haut bâtiment de l'île, avec une hauteur de 94 pieds (28,65 m) pour un volume d'eau douce stocké de 950 kL. Il a été utilisé pour stocker de l'eau potable destinée à la consommation des personnes, de l'eau pour la lutte contre les incendies et de l'eau pour la laverie de service de l'île,.
Pendant l'occupation d'Alcatraz, le château d'eau a subi d'importants graffitis réalisés par les amérindiens et est depuis devenu un symbole culturel,. Les graffitis incluent notamment les inscriptions « Paix et liberté Bienvenue dans la maison de la Terre indienne libre » et « Terre indienne libre - Indiens bienvenus »[réf. nécessaire].
La tour est vide depuis 1963 et s'est détériorée avec le temps, rouillée par l'air salin et le vent. De novembre 2011 à avril 2012, la tour fait l'objet d'une restauration pour un montant à 1,1 million $ afin d'éviter « des dommages irréparables et la perte de ressources historiques importantes ». Les composants en acier ont été remplacés et la tour a été renforcée contre les risques sismiques. La peinture au plomb a été poncée et la tour repeinte avec de la peinture marine, les célèbres graffitis ayant également été repeints. La tour a été complètement stabilisée, la pente située sous la maison du directeur ayant également fait l'objet d'un renforcement structurel du fait de sa détérioration.

### LeModel Industries Building
Le Model Industries Building est un bâtiment de trois/quatre étages situé à l'angle nord-ouest de l'île d'Alcatraz. Ce bâtiment a été construit à l'origine par l'armée américaine et a été utilisé comme buanderie jusqu'à ce que le bâtiment des nouvelles industries soit construit dans le cadre d'un programme de réaménagement d'Alcatraz en 1939, alors qu'il s'agissait d'un pénitencier fédéral. Dans le cadre de la prison d'Alcatraz, il a organisé des ateliers pour les détenus.
Le 10 janvier 1935, le bâtiment s'est déplacé à moins de 2,5 pieds (76,2 cm) du bord de la falaise à la suite d'un glissement de terrain causé par une violente tempête. Le directeur de l'époque, James A. Johnston (en), propose d'étendre la digue à côté et demande au Bureau fédéral des prisons une dotation de 6 500 $ afin de le financer. Il prétendra plus tard ne pas aimer le bâtiment parce qu'il est de forme irrégulière. Un enrochement plus petit et moins cher est achevé à la fin de l'année 1935.
Une tour de garde et une passerelle de Hill Tower ont été ajoutées au toit du bâtiment des industries en juin 1936 et le bâtiment a été sécurisé avec des barreaux d'anciennes cellules pour barrer les fenêtres et griller les ventilateurs du toit et pour empêcher les détenus de s'échapper du toit. Il a cessé d'être utilisé comme buanderie en 1939 lorsqu'il a été déplacé à l'étage supérieur du bâtiment des nouvelles industries. Aujourd'hui, le bâtiment est fortement rouillé après des décennies d'exposition à l'air salin et au vent, et ni la tour de garde au sommet du bâtiment ni la Hill Tower n'existent encore.

### LeNew Industries Building

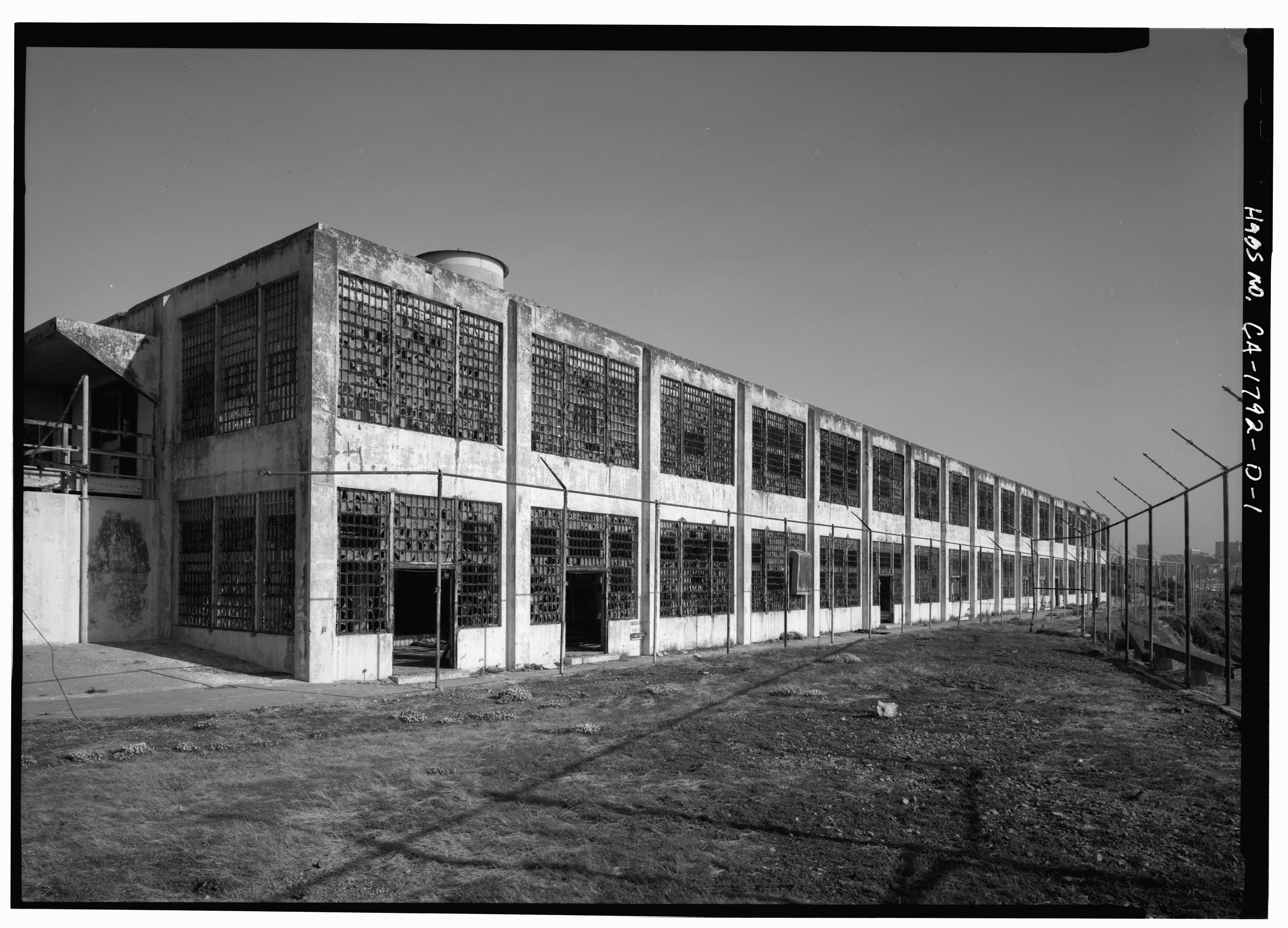
Le New Industries Building.

Le New Industries Building est construit en 1939 pour une montant de 186 000 $ dans le cadre d'un programme de modernisation de 1,1 million $ qui comprenait également le château d'eau, la centrale électrique, les quartiers des officiers et la rénovation du Bloc D.
Le rez-de-chaussée du bâtiment à deux étages d'une longueur totale de  306 pieds (93,27 m) contient une usine de vêtements, une usine de nettoyage à sec, une usine de meubles, une usine de brosses et un bureau, où les prisonniers du pénitencier fédéral pouvaient travailler pour de l'argent. Ils gagnaient un petit salaire pour leur travail qui était versé sur un compte, connu sous le nom de Fonds d'affectation spéciale des prisonniers en anglais : Prisoner's Trust Fund, qui leur serait remis à leur départ d'Alcatraz. Ils fabriquent des articles tels que des gants, des tapis de meubles et des uniformes de l'armée. La buanderie occupe tout l'étage supérieur, le plus grand de San Francisco à l'époque . Chaque fenêtre dispose de 9 carreaux et il y a 17 baies à chaque étage de chaque côté.
Au cours des dernières années d'activité du pénitencier, le bâtiment a été rénové afin de remédier à l'érosion du béton et la rouille des armatures, de renforcer les murs et les sols, de réparer le toit et d'ajouter des fenêtres et des ouvertures de porte à l'épreuve des intempéries. La tour de garde au sommet du bâtiment a également été rénovée et surélevée.

### L'hôpital d'Alcatraz

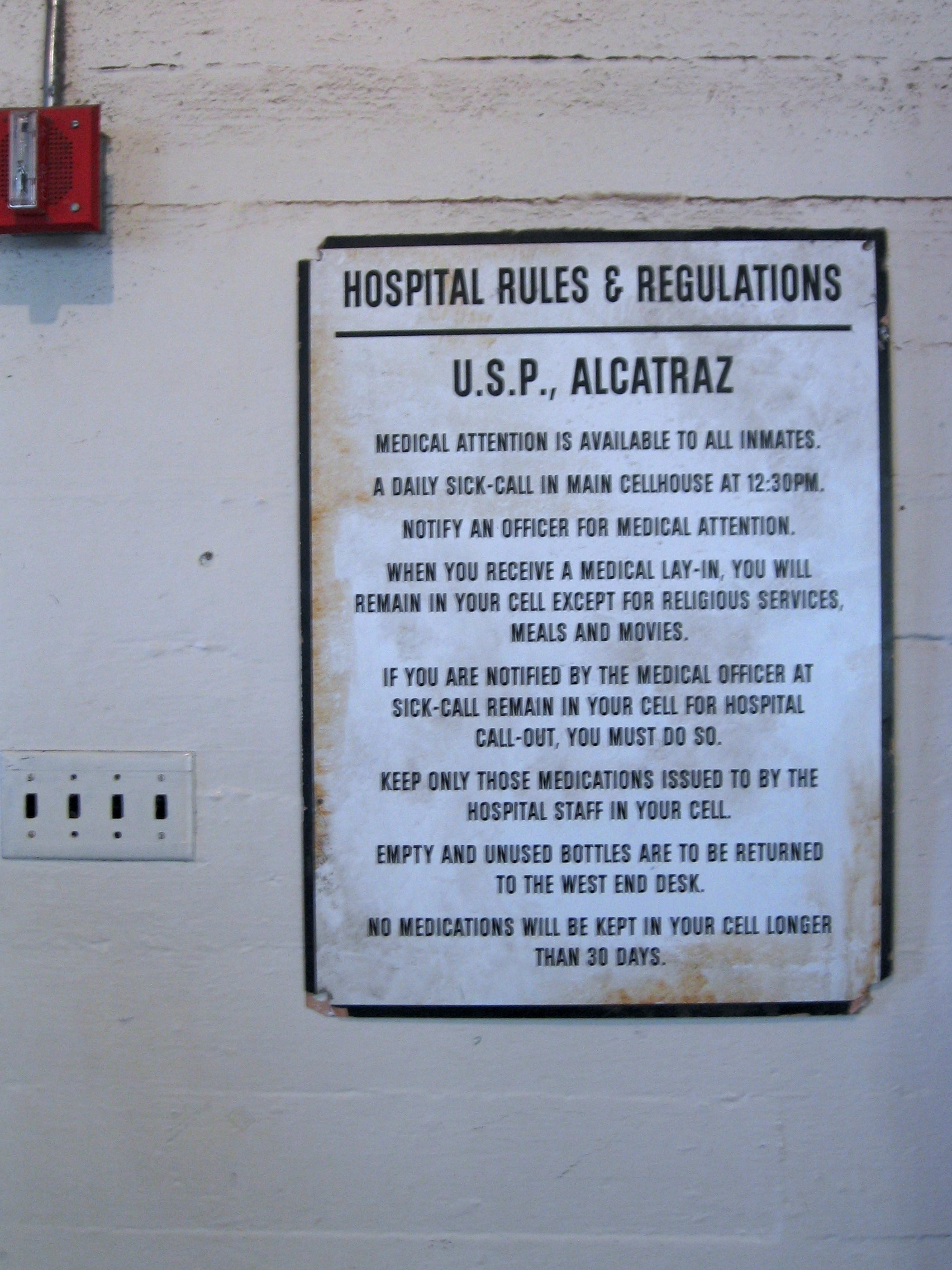
Règles de l'hôpital d'Alcatraz.

A la fin du XIXe siècle, à l'époque où la prison d'Alcatraz était une prison militaire, un hôpital y avait été installé à l'origine. Mesurant 35 pieds (10,7 m) sur 26 pieds (7,9 m), il compte alors dix lits, ainsi que des tables, des chaises, des lavabos, un monte-plats et un placard et est chauffé par des poêles à charbon. Il a été agrandi à la fin du XIXe siècle.
L'hôpital du pénitencier a été créé le 14 juin 1934. Il fournit des services médicaux et dentaires aux détenus, au personnel pénitentiaire, aux employés du Service des phares des États-Unis et aux civils de l'île. À l'époque où la prison était un pénitencier fédéral, l'hôpital était situé au deuxième étage, au-dessus du réfectoire. Il disposait de trois grandes salles avec cinq lits d'hôpital chacune, de deux salles d'isolement, d'une salle de traitement, d'une salle de chirurgie et d'une salle d'approvisionnement, d'un cabinet de médecin, d'un cabinet de dentiste et du bureau du chef de l'assistant technique médical (MTA), ainsi que d'une cuisine et d'un salle de bain avec toilettes et douche.
Le personnel de l'hôpital était initialement composé d'employés du Service de santé publique des États-Unis affectés au Service pénitentiaire fédéral d'Alcatraz. Les médecins tenaient souvent moins de quelques jours ou de quelques mois à Alcatraz, car peu d'entre eux pouvaient endurer les détenus violents qui les terrorisaient souvent s'ils ne recevaient pas certains médicaments. Un médecin était en résidence permanente sur l'île dans les années 1950 mais les mesures de réduction des coûts incluent également durant cette période la bascule à des médecins contractuels privés.
Les prisonniers en mauvaise santé étaient souvent gardés à l'hôpital, comme ce fut notamment le cas pour Stroud et Al Capone, qui y passèrent des années .

### La morgue d'Alcatraz

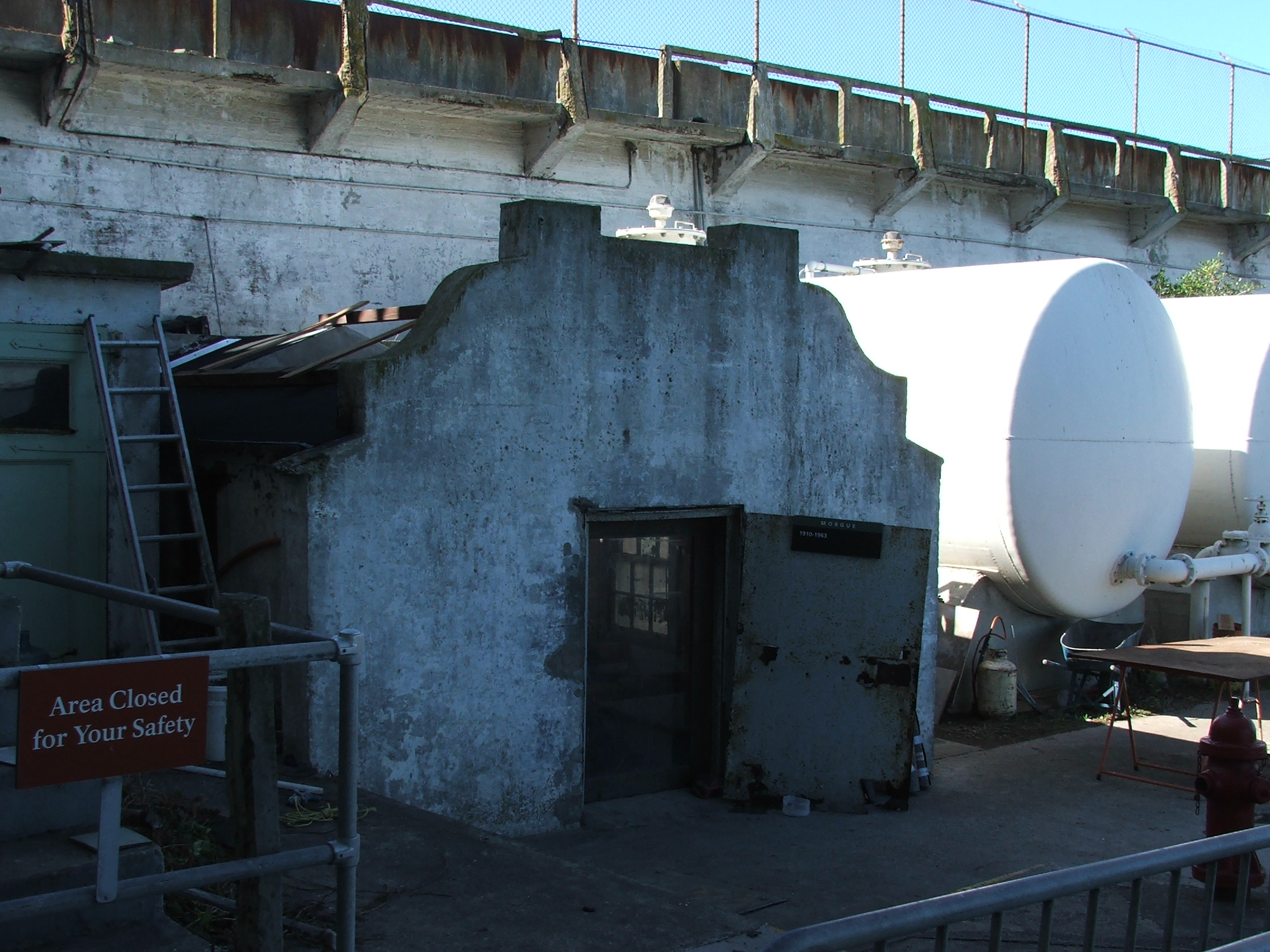
Morgue d'Alcatraz.

La morgue d'Alcatraz est située au nord-ouest de l'île vers le centre, à mi-chemin entre le château d'eau d'Alcatraz et le réfectoire, sous le côté de la cour de promenade.
La morgue a été construite en 1910 par l'armée américaine sur un site qui était autrefois l'entrée d'un tunnel utilisé par les soldats des années 1870 pour traverser vers l'autre côté de l'île. Elle est décrite comme « l'une des expressions les plus simples du style de renaissance de la mission sur Alcatraz ». La morgue a été construite avec trois voûtes et une table d'examen, avec une porte en acier et une lucarne grillagée. La double porte est de couleur vert menthe et est cadenassée. La table d'examen est maintenant recouverte de mousse et en mauvais état.
Les archives précisent que la morgue n'a été utilisée qu'une seule fois, lorsqu'un prisonnier décédé y a été entreposé pendant la nuit, après avoir raté le dernier bateau vers le continent de la journée. La table d'examen n'a jamais été utilisée pour réaliser une autopsie.
Lors de son utilisation par l'armée américaine, les officiers décédés étaient initialement emmenés à Angel Island et à son cimetière militaire, mais après sa fermeture au début des années 1900, les officiers sont ensuite emmenés au cimetière national de San Francisco dans le Presidio de San Francisco. Pendant l'utilisation d'Alcatraz en tant que pénitencier fédéral de 1934 à 1963, les détenus décédés sont transférés chez le coroner du comté de San Francisco, sur le continent.

## Détenus notables
| Image        | Détenu                                                    | Matricule/Période                                  | Description |
| ------------ | --------------------------------------------------------- | -------------------------------------------------- | --- |
|              | Arthur R. Barker ("Doc")                                  | #268 1935–39                                       | Arthur Barker (4 juin 1899 – 13 janvier 1939) est le fils de Ma Barker et membre du gang Barker–Karpis (en) en compagnie d'Alvin Karpis. En 1935, il est envoyé à Alcatraz pour des charges de complot en vue de réaliser un kidnapping. Dans la nuit du 13 janvier 1939, Arthur Barker tente de s'évader d'Alcatrar en compagnie de Henri Young et de Rufus McCain. Il est cependant abattu par les gardiens lors de cette tentative. |
|              | Alphonse "Al" Gabriel Capone ("Scarface")                 | #85 1934–39                                        | Lorsque Al Capone (17 janvier 1899 - 25 janvier 1947) arrive à Alcatraz en 1934, les officiels de la prison ont clairement fait savoir que le prisonnier célèbre ne recevrait cependant aucun traitement de faveur. Pendant qu'il purgeait sa peine dans l'établissement, Al Capone, maitre en matière de manipulation, continue à gérer ses opérations de racket derrière les barreaux en corrompant les gardiens. Il attire l'attention des principaux médias du pays sur Alcatraz alors qu'il y a juste séjourné durant quatre ans et demi de sa condamnation avant de développer les symptômes de la syphilis accompagnés d'une dégradation de sa santé mentale. Son état de santé entraine son transfert en 1938 dans l'institution correctionnelle fédérale de Terminal Island située à Los Angeles. Durant son incarcération dans le pénitencier d'Alcatraz, Al Capone fait de son mieux pour tenter d'obtenir des faveurs du directeur James A. Johnston (en) mais n'y parvient pas. Il obtient cependant du travail dans l'établissement en effectuant de nombreux travaux subalternes. Al Capone est impliqué dans de nombreuses bagares aves ses co-détenus, l'un d'entre eux lui ayant notamment placé une lame sous la gorge dans le salon du barbier de la prison après que Capone ait tenté de franchir la ligne rouge. Al Capone est définitivement libéré en novembre 1939 et vit à Miami jusqu'à son décès 1947 à l'age de 49 ans,. |
|              | Meyer Harris Cohen ("Mickey")                             | #1518 1961–63                                      | Mickey Cohen (4 septembre 1913 – 29 juillet 1976) opérait dans le racket des paris de la Mafia. Il est condamné pour évasion fiscale à une peine de 15 ans de prison à purger au pénitencier d'Alcatraz. Il est transféré au pénitencier fédéral d'Atlanta le 21 mars 1963 quelque temps avant la fermeture définitive d'Alcatraz. Pendant qu'il est à Atlanta, le 14 aout 1963, son codétenu Burl Estes McDonald frappe Meyer Cohen avec un tuyau de plomb, paralysant partiellement le gangster. Après sa libération en 1972, il mène une vie tranquille avec ses vieux amis jusqu'à son décès. |
|              | Ellsworth Raymond Johnson ("Bumpy")                       | #1117 1954–63                                      | "Bumpy" Johnson (31 octobre 1905 – 7 juillet 1968), connu comme le « Parrain de Harlem », est un criminel afro-américain, bookmaker, racketeur et contrebandier sévissant à Harlem au début du XXe siècle. Il est envoyé à Alcatraz en 1954 et y est emprisonné jusqu'en 1963. Il est soupçonné d'avoir été impliqué dans la tentative d'évasion de Frank Morris, John et Clarence Anglin en 1962. |
|              | Alvin Francis Karpavicz ("Creepy Karpis")                 | #325 1936–62                                       | Alvin Karpis (10 aout 1907 – 26 aout 1979) est un criminel canadien d'origine lithuanienne. Il est surnommé « Creepy » à cause de son sourir sinistre et appelé « Ray » par les membres de son gang. Il est connu pour être l'un des trois meneurs du gang Barker–Karpis (en) durant les années 1930, les deux autres leaders étant Fred et Arthur « Doc » Barker issus du gang Ma Barker. Il est le seul « Ennemi public no 1 » à avoir été arrêté personnellement par J. Edgar Hoover. Il y a eu seulement quatre « ennemis publics » à qui les autorités ont attribué le titre d'« ennemi public n°1 ». Les trois autres, John Dillinger, Pretty Boy Floyd et Baby Face Nelson, ont été tués avant d'avoir été capturés. Il est le prisonnier à avoir été incarcéré le plus longtemps au pénitencier d'Alcatraz où il passe 26 ans. Il est crédité de dix meurtres et de six kidnappings en plus des bracages de banques. Il est extradé au Canada en 1969 et décède en Espagne en 1979,. |
|              | George Kelly Barnes ("Machine Gun Kelly")                 | #117 1934–51                                       | "Machine Gun Kelly" (18 juillet 1895 – 18 juillet 1954) arrive à Alcatraz le 4 septembre 1934. Il se vante constamment de nombreux vols et meurtres qu'il n'a cependant jamais commis. Bien que ses vantardises soient jugées ennuyeuses par les autres détenus, le directeur James A. Johnston (en) le considère comme un détenu modèle. Le détenu n°139, Harvey Bailey, était son complice. Kelly retourne au pénitencier fédéral de Leavenworth en 1951. |
|              | Rafael Cancel Miranda (en)                                | #1163 1954–60                                      | Rafael Cancel Miranda (18 juillet 1930 – 2 mars 2020) est envoyé à Alcatraz en juillet 1954 où il purge six ans de sa condamnation et où il est considéré comme un prisonnier modèle. Il travaille au salon de coiffure et officie en tant que servant d'autel durant les offices catholiques. Ses amis proches sont ses compatriotes porto-ricains Emerito Vasquez et Hiram Crespo-Crespo. Ils parlent espagnol entre eux et veillent les uns sur les autres. Dans la cour de promenade, Rafael Miranda joue souvent aux échecs avec "Bumpy" Johnson. Il se lie également d'amitié avec Morton Sobell, ayant idéveloppé une amitié qui a duré jusqu'à la mort de Sobell en 2018. Sa famille fait des voyages jusqu'à San Francisco pour lui rendre visite, mais il n'est pas autorisé à voir ses enfants. Son épouse est autorisée à lui parler à travers une vitre dans le parloir en utilisant un téléphone. Il leur était interdit de parler espagnol et ils devaient parler anglais. Il est transféré au pénitencier fédéral de Leavenworth en 1960. |
|              | Robert Franklin Stroud ("L'homme aux canaris d'Alcatraz") | #594 1942–59                                       | Robert Stroud, également connu du public sous le nom de l'homme aux canaris d'Alcatraz (28 janvier 1890 - 21 novembre 1963) est transféré à Alcatraz en 1942. Dès son plus jeune âge, il pratique le proxénétisme et est impliqué dans un meurtre lors d'une bagarre en état d'ivresse. Après des peines purgée au centre correctionnel de l'Île McNeil et au pénitencier fédéral de Leavenworth, où il tue l'officier Andrew Turner, il est transféré à Alcatraz, avec une prolongation de sa peine. En tant qu’ornithologue autodidacte, il écrit plusieurs livres, son livre intitulé Digest on the Diseases of Birds étant ainsi considéré comme un classique de l'ornithologie. Il est placé à l'isolement au Bloc D pendant une grande partie de son séjour à Alcatraz et, après une passage dans l'hôpital, il est transféré au centre médical pour prisonniers fédéraux des États-Unis situé à Springfield, au Missouri, du fait de la sérieuse détérioration de son état de santé. Malgré son surnom d'« homme aux canaris d'Alcatraz », il n'a jamais été autorisé à garder des oiseaux dans sa cellule de la prison d'Alcatraz, comme ce fut le cas à Leavenworth, car c'était interdit. Il meurt en 1963,. |
| Henry Hyoung | Henri Young                                               | 1935-1948                                          | Il tenta de s'échapper de la prison avec Arthur Barker et Rufus McCain qu'il assassina ensuite avec une cuillère. Il fut condamné pour vol à main armé et meurtre en 1935. Connu du public par le film Meurtre à Alcatraz. |
|              | Waxey Gordon ('Waxey')                                    | 1951 - 1952 (Mort en prison d'une crise cardiaque) | Condamné pour trafic d'héroïne, membre du gang de la Yiddish Connection. |
| Frank Morris | Frank Morris                                              | 1960-1962                                          | Connu pour son évasion de l'île en 1962, il ne fut jamais retrouvé. |

D'autres détenus notables ont également été incarcérés dans l'établissement, :
- Clarence Anglin et John Anglin
- Harvey Bailey
- Basil Banghart (en) ("The Owl")
- Albert L. Bates
- James Boarman
- Harold Brest
- James "Whitey" Bulger
- Clarence Carnes
- Theodore Cole ("Ted")
- Joseph Paul Cretzer
- Volney Davis (en) ("Curley")
- Herbert Allen Farmer (en) ("Deafy")
- Rufus Franklin
- Floyd Hamilton
- Thomas R. Limerick
- James C. Lucas ("Texas Bank Robber")
- Rufus McCain
- Rufe Persful (en)
- Burton Phillips
- Ralph Roe
- Sam Shockley
- Robert Simmons (en)
- Morton Sobell
- Forrest Tucker

## Légendes
Des membres du peuple amérindien connu sous le nom d'Ohlone (mot issu de la langue Miwok), sont les premiers habitants connus de l'île d'Alcatraz et la mythologie Miwok (en) prétend que des esprits maléfiques habitent l'île,.
Dans la culture populaire, Alcatraz figure parmi les cinq meilleurs endroits prétendument « hantés » de Californie.

## La prison dans l'art et la culture

### Au cinéma
La prison d'Alcatraz a inspiré de nombreux films. Elle ouvre le 4e court métrage d'animation de la série Droopy, Police montée (Northwest Hounded Police), de Tex Avery (1946) sous le surnom d'Alka-Fizz. Le Prisonnier d'Alcatraz (The Birdman of Alcatraz, 1962) de John Frankenheimer, relate de façon romancée la vie en prison de Robert Stroud incarné par Burt Lancaster. Dans le film Le Point de non-retour (Point Blank, 1967) de John Boorman, avec Lee Marvin, la prison sert de lieu de rendez-vous pour une organisation criminelle. Dans L'inspecteur ne renonce jamais (The Enforcer, 1976) de James Fargo, Clint Eastwood reprend le personnage de L'Inspecteur Harry pour un troisième volet, dont la scène finale se déroule sur l'île-prison. Certains bâtiments visibles dans le film ont été détruits au moment de l'occupation amérindienne.
L'Évadé d'Alcatraz (Escape from Alcatraz, 1979) de Don Siegel avec Clint Eastwood, s'inspire de l'évasion de 1962. Durant le tournage, les touristes continuaient à visiter le site. Terreur à Alcatraz (Slaughterhouse Rock, 1988) de Dimitri Logothetis est un film d'horreur de série B qui montre un jeune homme visitant la prison après avoir rêvé de ses détenus. Meurtre à Alcatraz (Murder in the First, 1995) de Marc Rocco, avec Christian Slater, Kevin Bacon et Gary Oldman raconte la torture subie par Henri Young dans les cachots d'Alcatraz. Rock (The Rock, 1996) de Michael Bay, avec Nicolas Cage et Sean Connery évoque une prise d'otages fictive parmi les touristes qui visitent Alcatraz.
Dans Mission Alcatraz (Half past dead, 2003) de Don Michael Paul, avec Steven Seagal et Ja Rule, Alcatraz est devenue une prison high-tech. Toutes les scènes d'intérieur ont été filmées dans une ancienne prison de la Stasi à Berlin. Dans X-Men : L'Affrontement final (X-Men : The Last Stand, 2006) de Brett Ratner, l'île est devenue un laboratoire pharmaceutique dont la mission est de « guérir » les mutants — aucune scène du film n'y a cependant été tournée. Mission Alcatraz 2 d'Art Camacho (2007) est un autre film d'action qui se déroule à Alcatraz. Dans le film Le Livre d'Eli, l'île d'Alcatraz est une grande bibliothèque. Dans les Simpson, la famille se retrouve dans la baie de San Francisco et en arrière-plan, on voit l'île et le phare.
L'île est au centre de l'intrigue du film d'animation japonais Resident Evil: Death Island (2023).

### Littérature
- Alcatraz inspira les écrivains comme Pierre Joffroy (Un séjour à Alcatraz, 1965), Gennifer Choldenko (Mon étrange petite sœur et les prisonniers d'Alcatraz) ou Theresa Breslin (Prisoner in Alcatraz, 2004).

### Dans la musique
- La chanson de Louis Chedid La Belle, sorti en 1977, raconte son évasion fictive d'Alcatraz.
- Rick Wakeman (claviériste de Yes) sortit l'album solo Criminal Record en 1977, sur lequel figure le morceau Birdman of Alcatraz.
- Alcatrazz est le nom d'un groupe de heavy metal de Los Angeles fondé en 1983. Plusieurs morceaux ou albums font référence à la légende de la prison d'Alcatraz, ou plus largement au monde carcéral (Live Sentence, Island in the sun…).
- Le festival belge Alcatraz Metal Fest, qui se tient en août à Courtrai depuis 2008, a choisi ce nom pour rendre hommage à la scène thrash de la Bay Area (Metallica, notamment).
- Escape from Alcatraz (2003) est le titre d'un album du rappeur américain Rasco.

### Dans les jeux vidéo
- En 1992, un run and gun nommé Alcatraz (jeu vidéo) (en) sort sur Amiga, Atari ST et DOS. Il met en scène un groupe de Navy SEALs qui prend d'assaut la prison pour y capturer un trafiquant de drogue.
- Alcatraz: Prison Escape (en) est un jeu d'action développé par Zombie Studios et sorti en 2001 dont le but est de s'évader de la prison d'Alcatraz[161].
- World of Warcraft : The Burning Crusade :  La 1re aile du Donjon de la Tempête est une instance à 5 joueurs de niveau 65 nommée « Prison d'Arcatraz », en référence à la prison d'Alcatraz[162]. Le donjon de niveau 70 est nommé « Prison d'Arcatraz », en référence à la réelle prison. Le Boss final est un poireau géant en hommage au personnage incarné dans le film par Sean Connery qui possède un "poireau" sur la cuisse droite.
- Driver: San Francisco : en mode « shift », on peut voir l'île d'Alcatraz situé près d'un navire, ainsi qu'en mode « conduite » depuis le pont du Golden Gate ou depuis le Bay Bridge.
- Tony Hawk's Pro Skater 4 : un niveau reprenant l'ensemble de l'ile se déroule à l'intérieur et à l'extérieur de la prison. On y retrouve les touristes qui proposent des missions mais également les fameux prisonniers « fantômes » d'Alcatraz qui applaudissent à chacune des figures spectaculaires. À l'extérieur, on rencontre l'évadé de 62 demandant au joueur de l'aide. Il faut exécuter une figure pour qu'une barque atteigne la mer et qu'il puisse enfin prendre le large.
- Shadow Hearts: From the New World : Un niveau de ce RPG se déroule à Alcatraz où Johnny et son groupe décide de venir en aide à Al Capone.
- Dofus : les modérateurs ont le privilège de pouvoir faire passer un séjour sur l'île d'Alkatraz en [666,666] aux joueurs dont le comportement n'a pas été correct (Manifestation, vente à la volée, arnaques…)
- Crysis 2 le personnage qu'on incarne s'appelle Alcatraz, chose assez ironique car la combinaison qu'il obtient plus tard lui permet de rester en vie malgré ses blessures. Il est donc prisonnier de sa propre combinaison.
- Saints Row 2 possède une île nommée « Prison Island » qui s'apparente à l'île d'Arcatraz. Le jeu débute à l'intérieur de la prison, de laquelle le joueur doit s'échapper. Un « Club de combat » et un « Tueur à gages » y sont disponibles, ainsi que deux courses en véhicule nautique. Il est aussi possible d'acheter le Phare comme planque.
- Tom Clancy's Rainbow Six 3: Raven Shield possède un niveau, le 8e, se déroulant dans la prison d'Alcatraz où il faut libérer 2 otages, dont Juan Crespo, après s'être infiltré dans la prison par les égouts.
- Call of Duty: Black Ops II : Le DLC nommé Uprising contient une carte Zombie qui se déroule sur l'île d'Alcatraz, où 4 prisonniers ont décidé de fuir la prison en construisant un avion.
- Ace of Spades (jeu vidéo) : le DLC nommé St. Valentine's Day Massacre contient une carte de l'île d'Alcatraz.
- DayZ : dans l'extension du jeu ARMA 2, l'île d'Alcatraz apparaît
- Dans Destroy All Humans 2, la ville principale s'appelle Bay City, et l'on peut apercevoir Alcatraz.
- The Escapists : La prison d'Alcatraz a été réadaptée en DLC dans le jeu The Escapists.
- Forge of Empires : Alcatraz est l'un des grands monuments pouvant être construit dans la cité des joueurs. Il apporte de la satisfaction et surtout un bonus unique militaire en apportant chaque jour une somme d'unités choisies au hasard parmi les différents types que peut produire les différents bâtiments militaires de la cité (4 unités au niveau 1).
- Battlefield Hardline : Map DLC multijoueur où la prison est représentée et détaillée.
- Watch Dogs 2 : Ile d'Alcatraz copiée à l'identique, le joueur a la possibilité de visiter la prison ainsi que l'île en elle-même.
- Call of Duty: Warzone : l'île d'Alcatraz inspire en grande partie l'île de Rebirth Islande, dans le mode de jeu « Resurgence ». L'île a été recopiée, avec quelques différences.

### À la télévision
- Adieu Alcatraz est un téléfilm réalisé en 1987 par Paul Wendkos, inspiré de la mutinerie de 1946.
- Alcatraz est une série américaine créée en 2011 par Elizabeth Sarnoff, Steven Lilien et Bryan Wynbrandt, produite par : J.J.Abrams.
- Charmed, dans la saison 1, Le pouvoir des 2 : Phoebe a une prémonition sur un ancien prisonnier démoniaque nommé Jackson Ward qui avait été condamné à mort et décide donc de reprendre son ancien corps et tuer le guide. C'est un ancien tueur en série qui a décidé de se venger des personnes qui l'ont tué il y a 30 ans.